# Präsidentschaftswahlen in Osttimor 2022

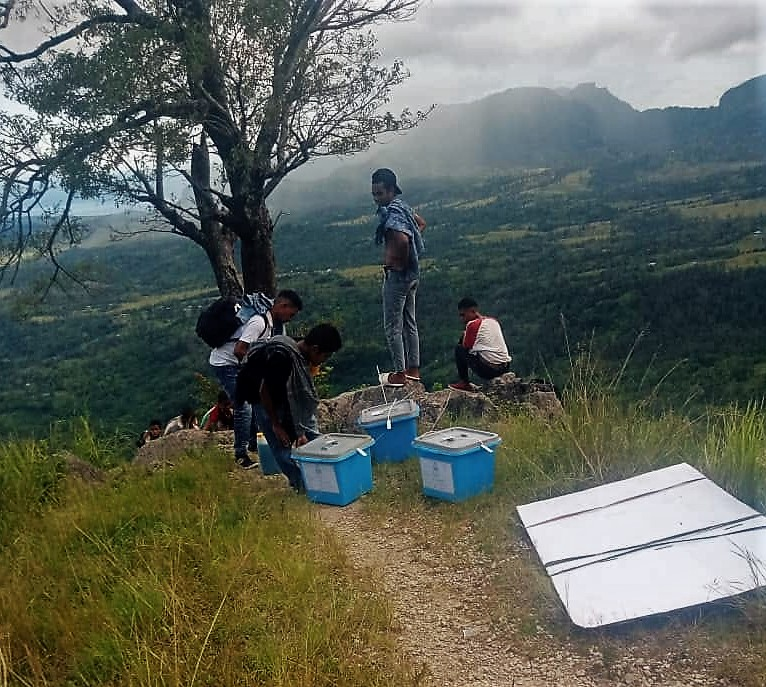
Transport von Wahlurnen in das Bergland des Matebians mit Trägern

Bei den Präsidentschaftswahlen in Osttimor 2022 bestimmten die Bürger regulär das Staatsoberhaupt des südostasiatischen Landes für die Zeit bis 2027. Die erste Runde fand am 19. März statt. Am 19. April 2022 fand die Stichwahl zwischen Amtsinhaber Francisco Guterres von der FRETILIN und dem ehemaligen Präsidenten José Ramos-Horta statt, die der Herausforderer gewann.

## Hintergrund

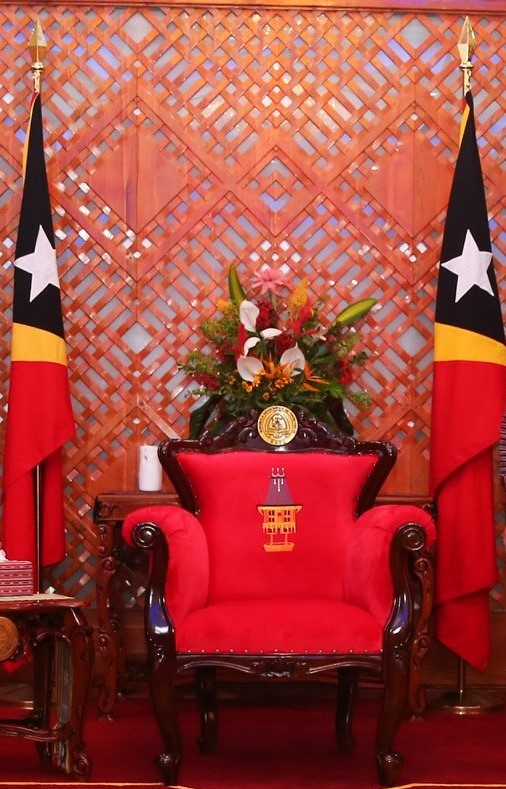
Stuhl des Staatspräsidenten

Angesichts der COVID-19-Pandemie, die in Osttimor seit 2021 ausgebrochen ist, wurde über eine Verschiebung der Wahlen nachgedacht, doch die Comissão Nacional de Eleições (CNE) und das Secretariado Técnico de Administração Eleitoral (STAE) kündigten am 10. Mai 2021 schließlich an, dass sie die Wahlen für 2022 vorbereiten werden.
Seit 2020 wird die Regierung aus einem Drei-Parteien-Bündnis von FRETILIN, Partidu Libertasaun Popular (PLP) und KHUNTO gebildet. Premierminister ist Taur Matan Ruak von der PLP. Zuvor hatte der Congresso Nacional da Reconstrução Timorense (CNRT) im Streit die Regierung verlassen und wurde durch die FRETILIN ersetzt. Die Zeit bis zum Wechsel in der Koalition war geprägt vom Konflikt zwischen der Regierung und Präsident Francisco Guterres, der mehreren Ministeranwärtern des CNRT die Ernennung verweigerte.
In den verschiedenen Fernsehdiskussionen zur Wahl war mehr der Streit der vergangenen Jahre das Thema als die Pläne der einzelnen Kandidaten für die Zukunft. Der CNRT sah die amtierende Regierung als illegal an, weil Präsident Guterres den Premierminister nicht entließ, als er zeitweise die Mehrheit im Parlament verloren hatte. Auch die Abwahl von Arão Noé da Costa Amaral, dem Parlamentspräsidenten vom CNRT, und die Wahl von Aniceto Guterres Lopes von der FRETILIN sieht der CNRT als unzulässig an. Pikant nennen Beobachter, dass dieser Parlamentspräsident nach der Wahl dem angehenden Präsidenten seinen Amtseid abnimmt.

## Vorbereitungen

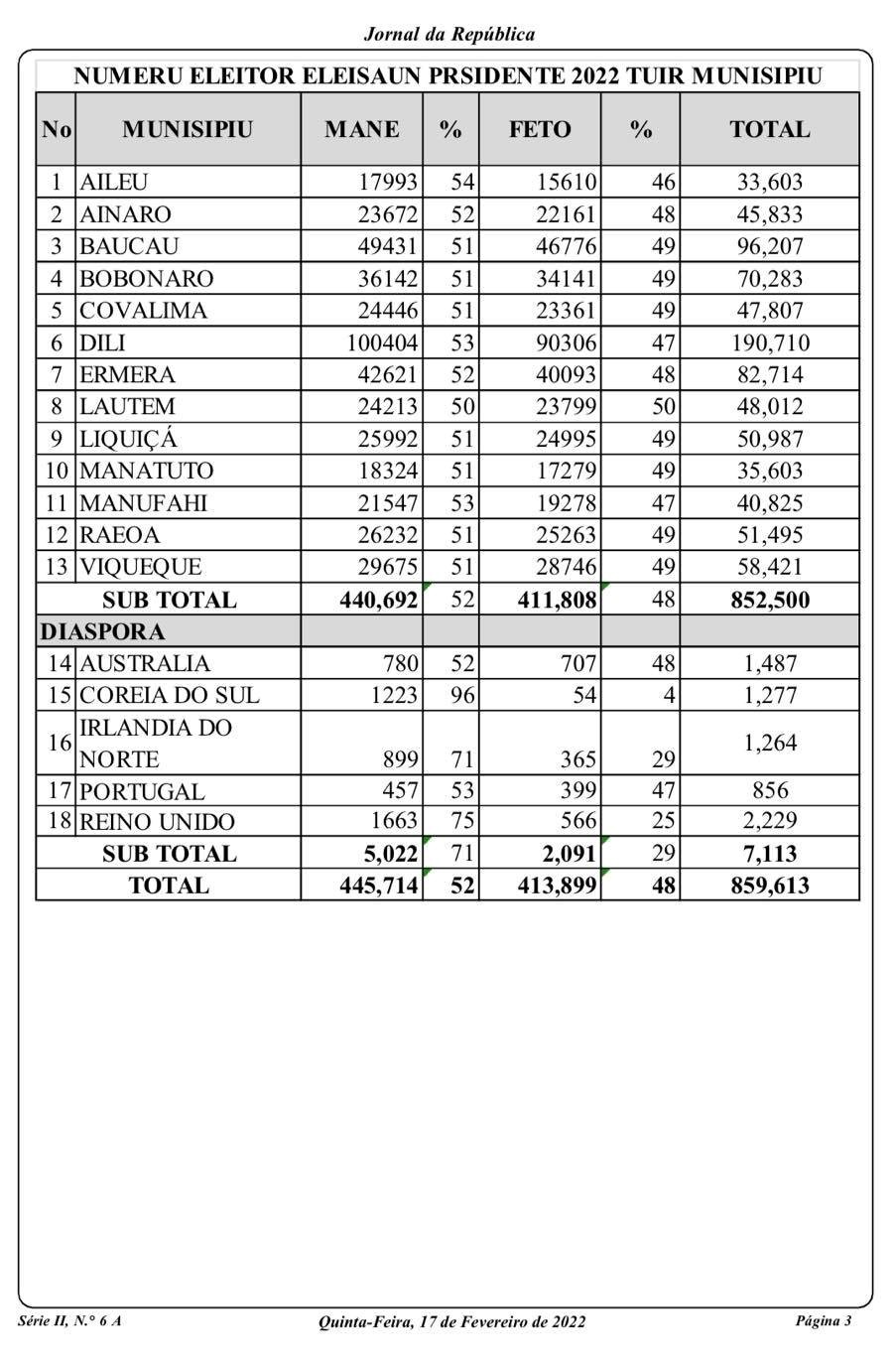
Zahl der Wähler nach Gemeinde und nach Frauen (feto) und Männern (mane)

Zunächst waren 852.500 Wähler im Inland, 1.487 in Australien, 1.277 in Südkorea, 2.229 in Großbritannien, 1.264 in Nordirland und 856 in Portugal registriert. Die Gesamtzahl der Wähler wurde kurz vor dem ersten Wahlgang nochmals korrigiert und dann mit 859.613 angegeben. Da gesetzlich an jedem Ort, an dem mindestens 50 Wähler leben, ein Wahllokal eingerichtet werden musste, entstanden zum Beispiel in Darwin, Sydney und Melbourne Möglichkeiten zur Stimmabgabe. Stimmberechtigt war man ab dem 17. Lebensjahr, mit dem man in Osttimor volljährig ist. Das Durchschnittsalter der Wähler betrug 18 Jahre. Etwa 20 % der Wähler gingen zum ersten Mal an die Wahlurnen. Der Wahlkampf wurde für die Zeit vom 2. bis 16. März terminiert.
Mit 1200 Wahlzentren mit insgesamt 1500 Wahllokalen war eine Erhöhung der Standorte gegenüber der letzten Wahl geplant. Abgestimmt konnte auch neu in sechs Krankenhäusern, drei Gefängnissen und den COVID-19.Isolationszentren werden. In Dili wurde ein Briefwahlverfahren für Wähler eingeführt, die ihren Wohnsitz in einer anderen Gemeinde haben. Zuvor mussten diese am Wahltag zur Stimmabgabe in ihren Heimatort fahren. Insgesamt waren mehr als 36.000 Wahlhelfer und -beamte im Einsatz.
Nationale Wahlkommission (CNE) und Wahlbehörde (STAE) kündigten an, sich bei den Wahlen besonders auf behinderte Wähler vorzubereiten. Dazu wurden Trainingskurse zur Zugänglichkeit unter anderem mit der Timoresischen Blindenvereinigung (AHMDTL) und der Vereinigung der Behinderten in Osttimor (ADTL) organisiert. Hindernisse bestanden aber weiter und die Einführung eines Stimmzettels in Blindenschrift wurde im Nationalparlament nicht verabschiedet. Änderungen in drei Gesetzen im Jahr 2021 verbesserten aber Inklusivität, Aufsicht und Rechtssicherheit. Bei der Wählerregistrierung wurden nun auch Dokumente akzeptiert, die von Standesämtern ausgestellt wurden. Die Überprüfung ungültiger Stimmzettel bei der nationalen Auszählung durch die CNE und Aufsichtsbeamte wurde wieder eingeführt. Die CNE ist nun zu staatlichen Vorschriften über die Wahlgesetze und das STAE für Verhaltensregeln für Kandidaten, Beobachter, Parteivertreter und Medien zu konsultieren. Trotzdem stellte die Wahlbeobachtermission der Europäischen Union weiterhin rechtliche Mängel fest. So bleibt die Genehmigungsbefugnis des CNE für Vorschriften weiter abgeschafft.

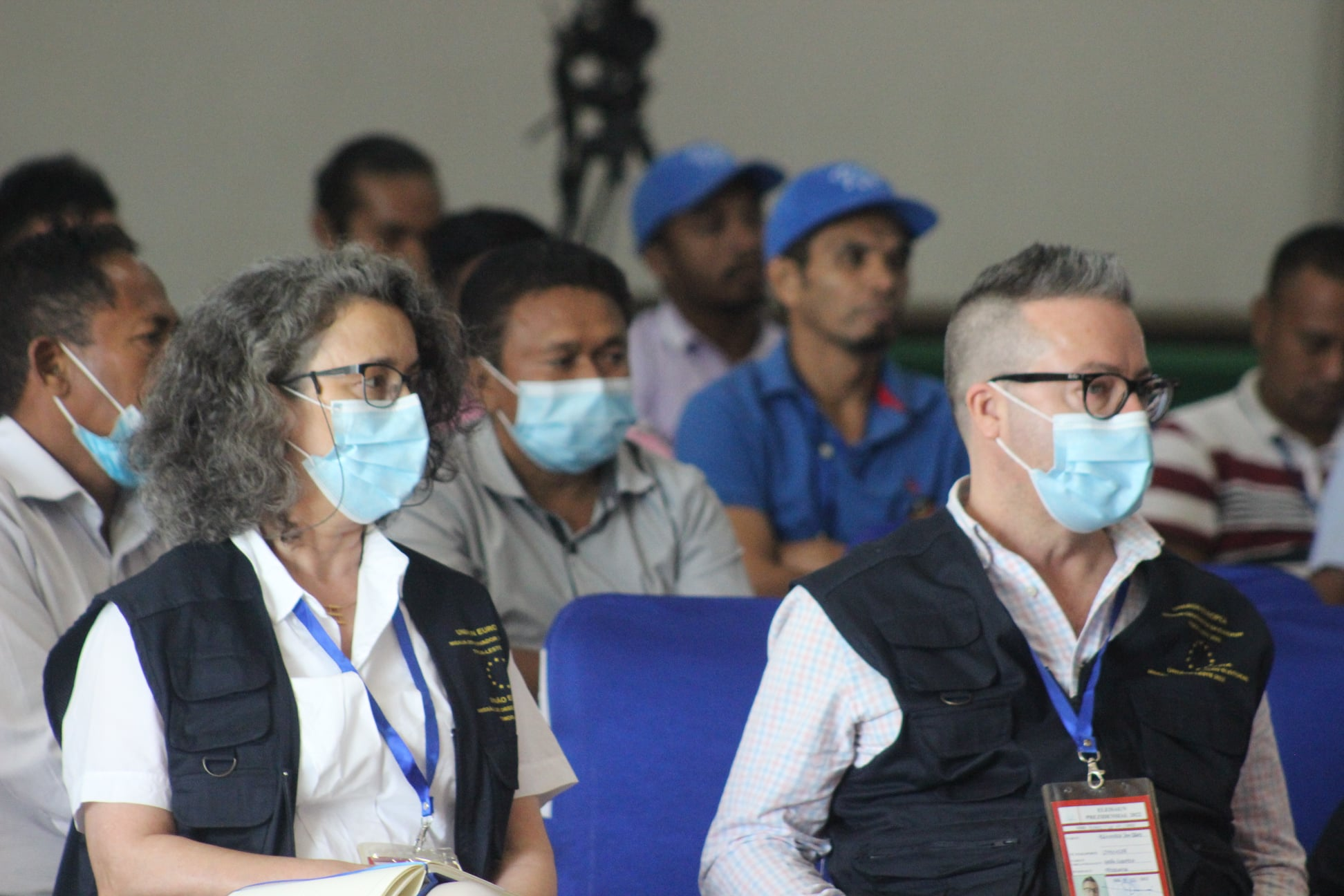
Wahlbeobachter der EU

Neben den 20 Beobachterteams der EU haben sich 19 nationale Beobachtergruppen in den letzten Jahren etabliert, was die Transparenz des Wahlprozesses verbesserte. Allein die Observatorio da Igreja para os Assuntos Sociais (OIPAS) hatte 1300 Beobachter im Einsatz und führte auch eine parallele Stimmenauszählung durch. 150 Beobachter der Behindertenorganisation RHTO kontrollierten den barrierefreien Zugang zu den Wahllokalen. Weitere 13 internationale Beobachter kamen von der Gemeinschaft der Portugiesischsprachigen Länder (CPLP) und fünf vom Asian Network for Free Elections (ANFREL).
Wenn Wähler ihre Stimme abgeben, wird bei ihnen in Osttimor ein Finger gefärbt, um mehrfache Stimmangaben zu verhindern. Das Entwicklungsprogramm der Vereinten Nationen (UNDP) hat deswegen Osttimor 12.600 Flaschen Wahltinte für die Präsidentschaftswahlen 2022 bereitgestellt. Die Kosten von 360.000 Dollar übernahm die Regierung Osttimors. Japan unterstützt Osttimor bei der Durchführung der Wahlen mit vier Millionen US-Dollar. Mit dem Geld sollen neue Gebäude für CNE und das STAE in den Gemeinden Cova Lima, Manatuto, Manufahi und Viqueque gebaut und bestehende Gebäude in Dili instand gesetzt werden. Außerdem stellte das UNDP 4200 Schutzmasken gegen COVID-19 für die Wahlhelfer zur Verfügung. Die Stimmzettel wurden in der nationalen Druckerei hergestellt.
Nach einem Gesetz von 2018 erhielten die Kandidaten eine Unterstützung für ihren Wahlkampf. Pro erhaltener Stimme bekamen sie nach der Wahl 4 US-Dollar, was einer Gesamtsumme von 3,4 Millionen US-Dollar entspricht.

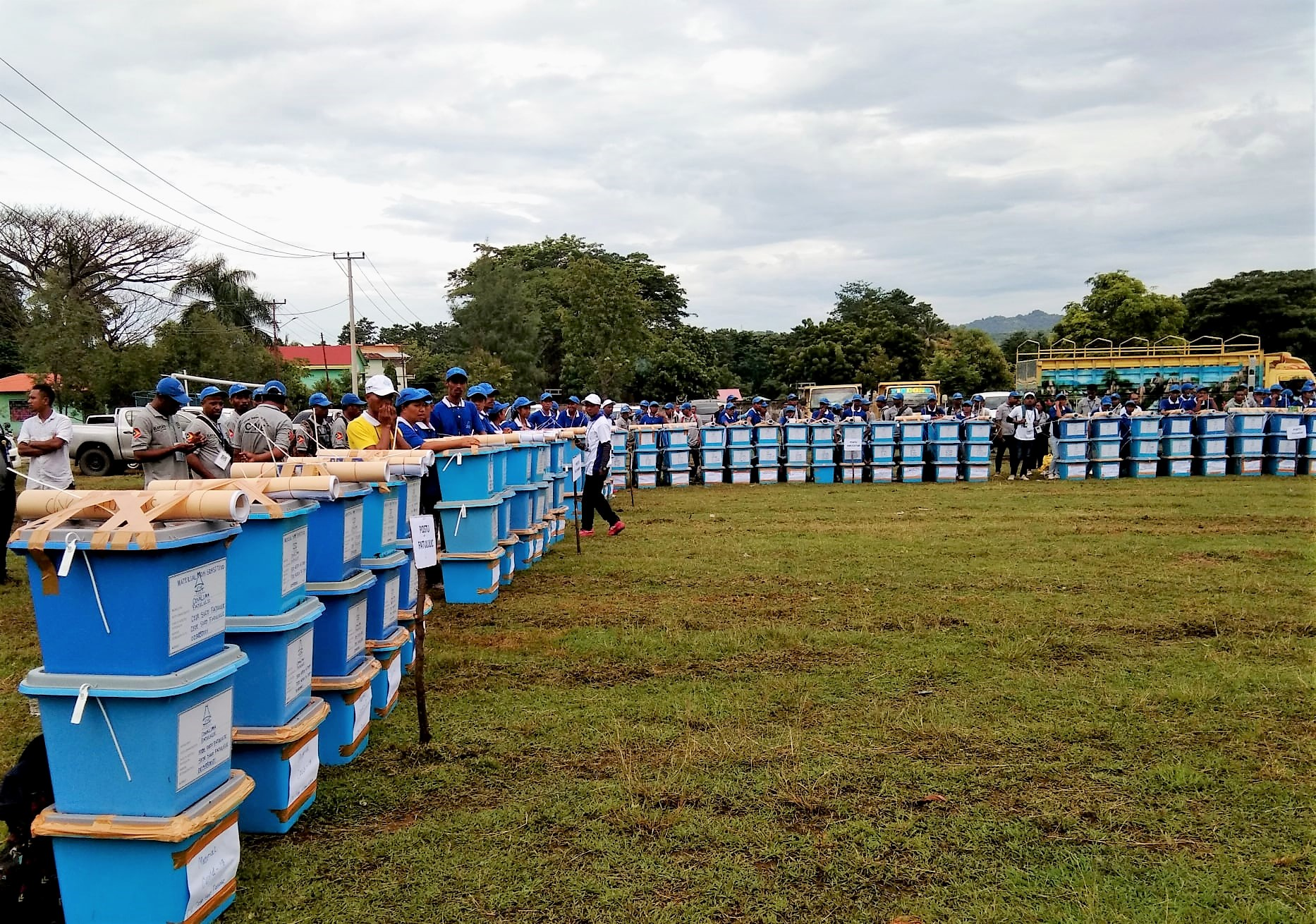
Wahlurnen vor dem Abtransport in die Lokale in Cova Lima
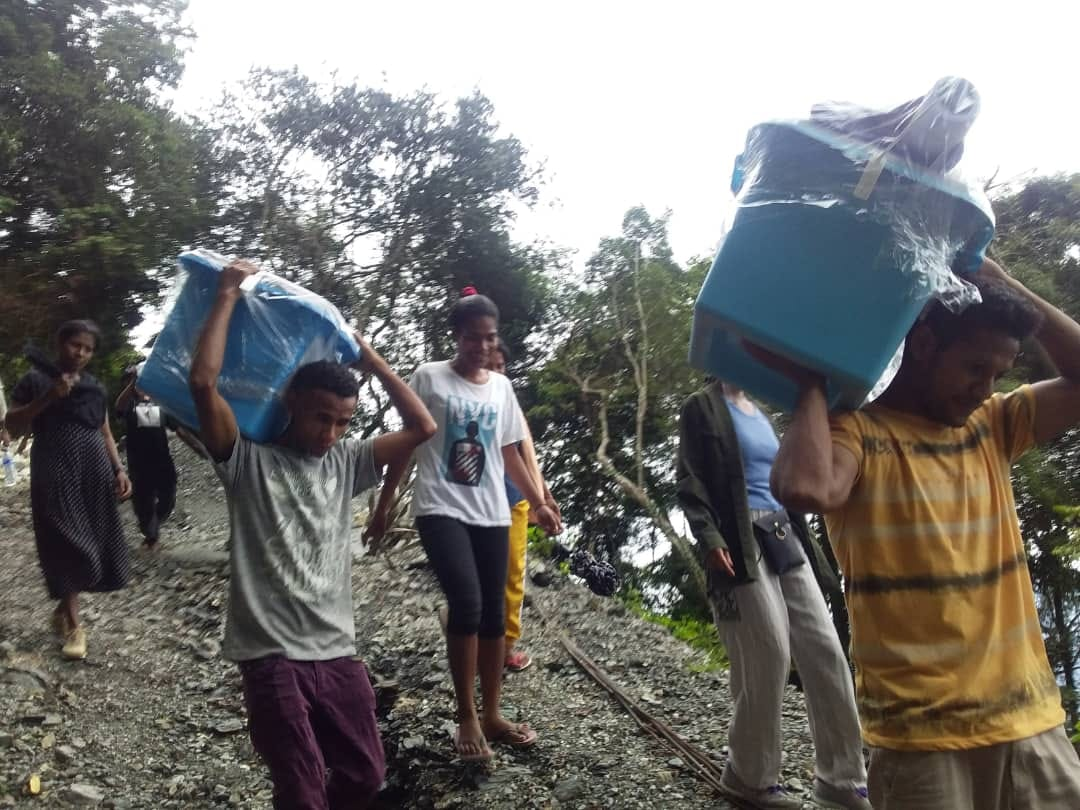
Die Wahlurnen wurden zum Teil zu Fuß zu den Wahllokalen gebracht
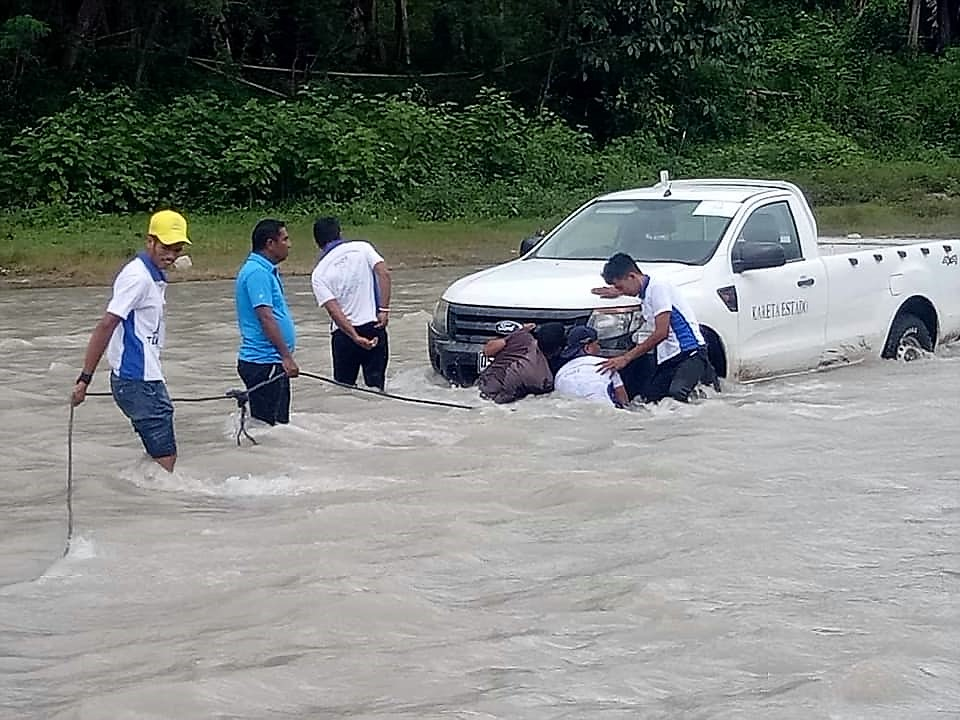
Team beim Transport von Wahlunterlagen bei einer Flussüberquerung
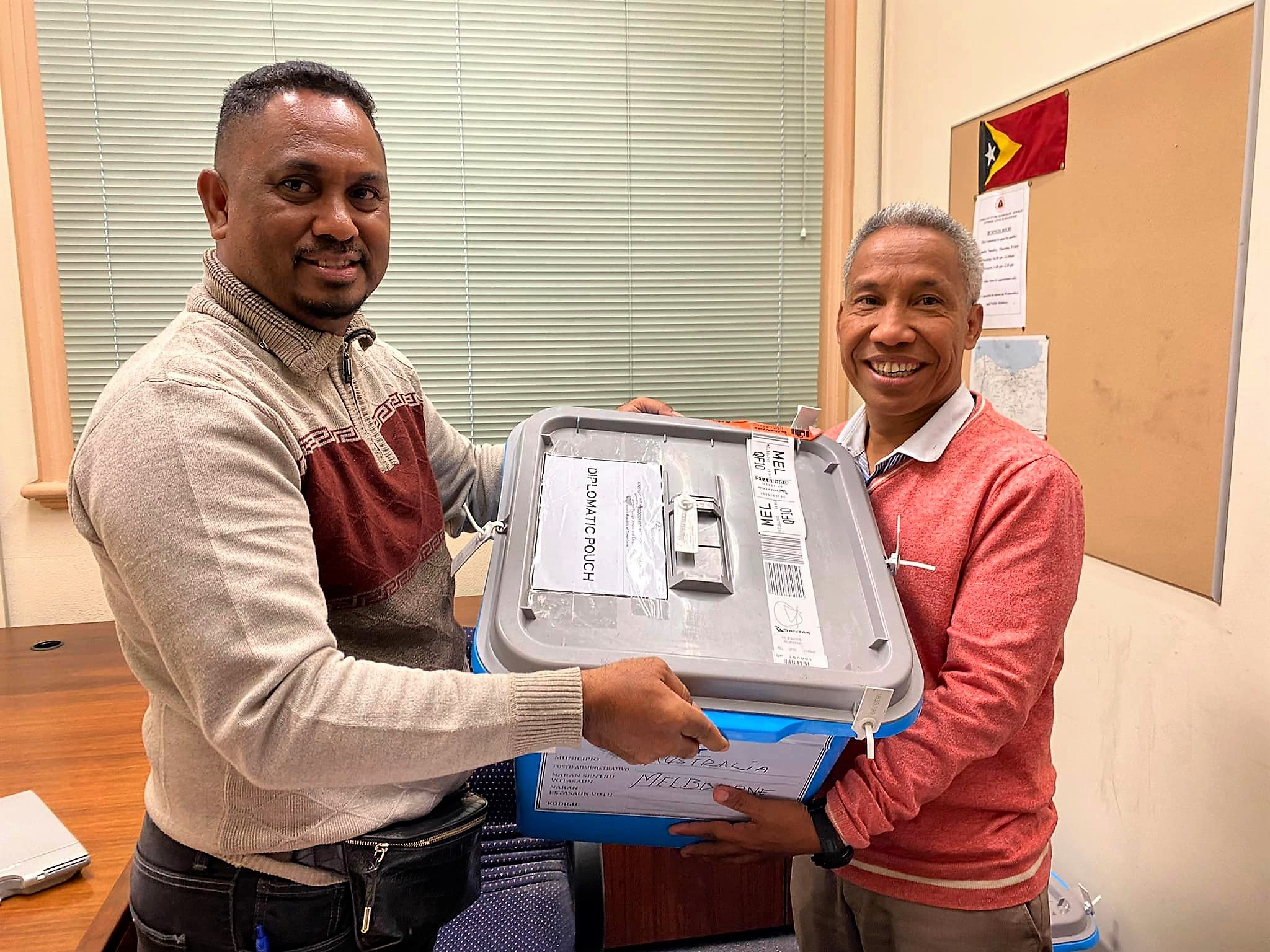
Ankunft der Wahlurne in der osttimoresischen Botschaft in Canberra
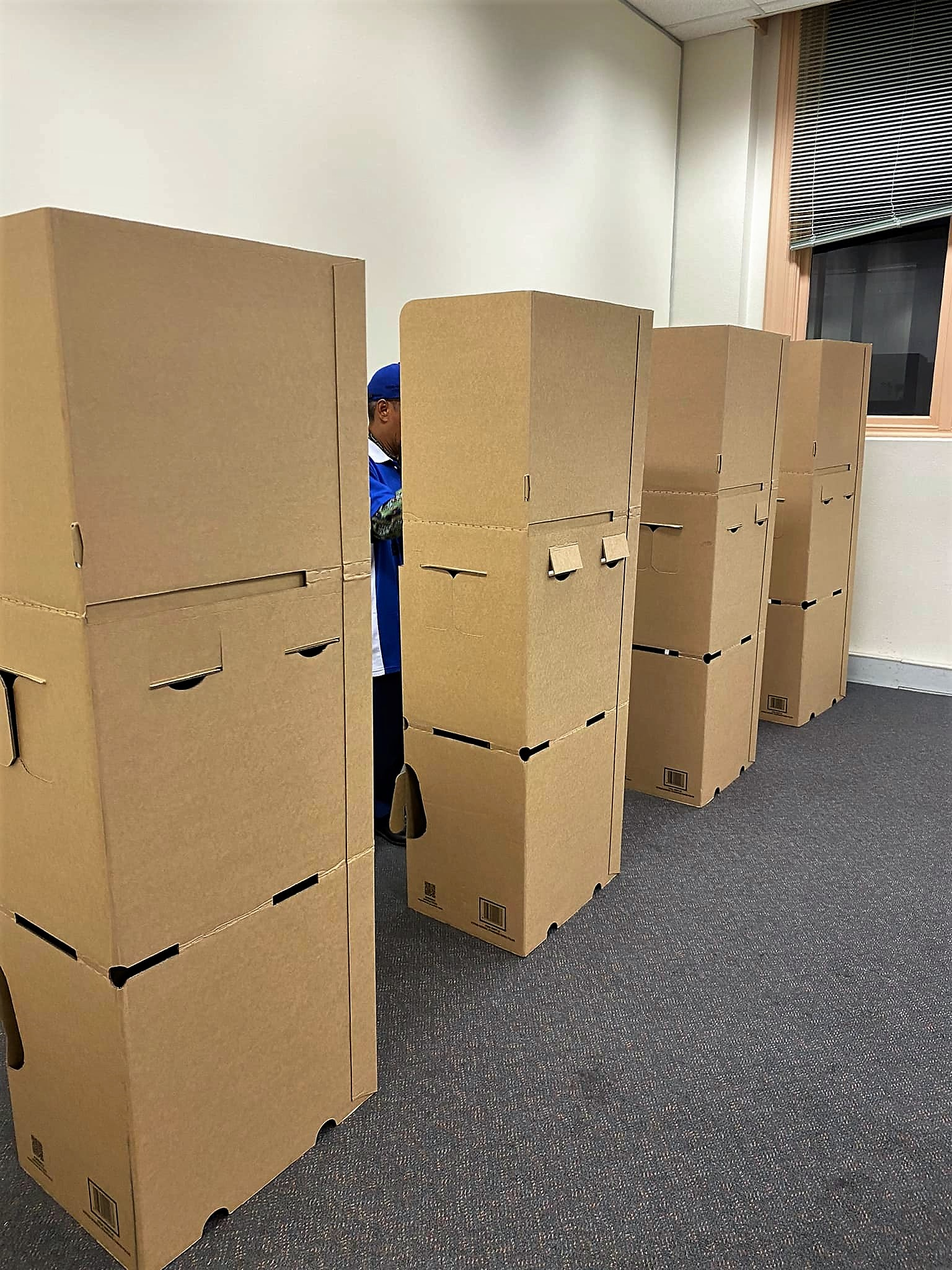
Wahllokal in Melbourne

## Kandidaten
Um bei den Wahlen antreten zu können, mussten die Kandidaten die Unterschriften von 5000 Unterstützern aus allen Gemeinden beim Tribunal de Recurso (deutsch Berufungsgericht) vorlegen. Ende der Anmeldungsfrist der Kandidaten war der 4. Februar. Unklar war zunächst, ob auch Unterschriften aus der am 1. Januar 2022 erst geschaffene Gemeinde Atauro vorgelegt werden müssten. Erst am 14. Februar entschied die CNE pragmatisch, dass für diese Wahl Atauro noch zur Gemeinde Dili gezählt werde. Mit insgesamt 16 Kandidaten meldeten sich so viele Bewerber wie nie zuvor für die Wahlen an. Darunter waren vier Frauen. Zwar bewarben sich auch Vertreter der jungen Generation um das Präsidentenamt, doch dominierten im Wahlkampf die Veteranen des Unabhängigkeitskampfes gegen Indonesien.

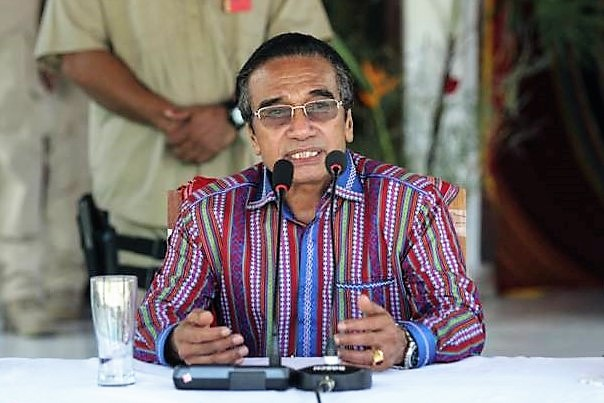
Der amtierende Staatspräsident Francisco Guterres (FRETILIN)

Amtsinhaber Francisco Guterres ist nominell der Parteichef der FRETILIN, lässt aber das Parteiamt während seiner Präsidentschaft ruhen. Er hatte im November 2021 angekündigt, wieder bei den Wahlen anzutreten. Für die Zeit des Wahlkampfes fordert die Verfassung von Osttimor, dass Guterres sein Amt als Staatspräsident nicht ausübt und in der Zeit der Parlamentspräsident die Amtsgeschäfte führt.
Am 26. Juni 2021 erklärte Armanda Berta dos Santos, die Parteivorsitzende der KHUNTO, stellvertretende Premierministerin und Sozialministerin, sie werde bei den Präsidentenwahlen 2022 antreten. Zuvor hatte Marí Alkatiri, der Generalsekretär der FRETILIN, noch erklärt, die drei Regierungsparteien wollten einen gemeinsamen Präsidentschaftskandidaten ins Rennen schicken, um die Regierung zu stärken. Santos wird als Beleg für eine stärkere Diversität in der Politik Osttimors gesehen, sowohl als Frau, von ihrer sozialen Herkunft und als Vertreterin der traditionellen timoresischen Kultur. Sie erhält vermehrt Unterstützung von Frauen aus den ländlichen Regionen Osttimors.
Die PLP kündigte an, keinen eigenen Kandidaten aufstellen zu wollen. Allerdings meldete Isabel da Costa Ferreira ihre Kandidatur an, die Ehefrau von Premierminister Taur Matan Ruak. Die Menschenrechtsanwältin war von 2006 bis 2007 stellvertretende Justizministerin und hatte bereits auch andere offizielle Funktionen inne. Ihr Wahlkampfmotto lautet „Gott, Heimat und Familie.“ Den Nutzen der Frauenquote von 30 % bei den Wahllisten für das Parlament stellt sie in Frage.
Angela Freitas von der Partido Trabalhista tritt erneut an, diesmal als unabhängige Kandidatin und nicht als Bewerberin ihrer Partei. Bei den letzten Wahlen hatte sie nur 0,84 % der Stimmen erhalten. Freitas kündigte an, im Falle eines Wahlsieges die Regierung zu entlassen, die Verantwortlichen inklusive Premierminister Taur Matan Ruak vor Gericht zu stellen und Xanana Gusmão, den Chef des CNRT, als geschäftsführenden Regierungschef einsetzen zu wollen.

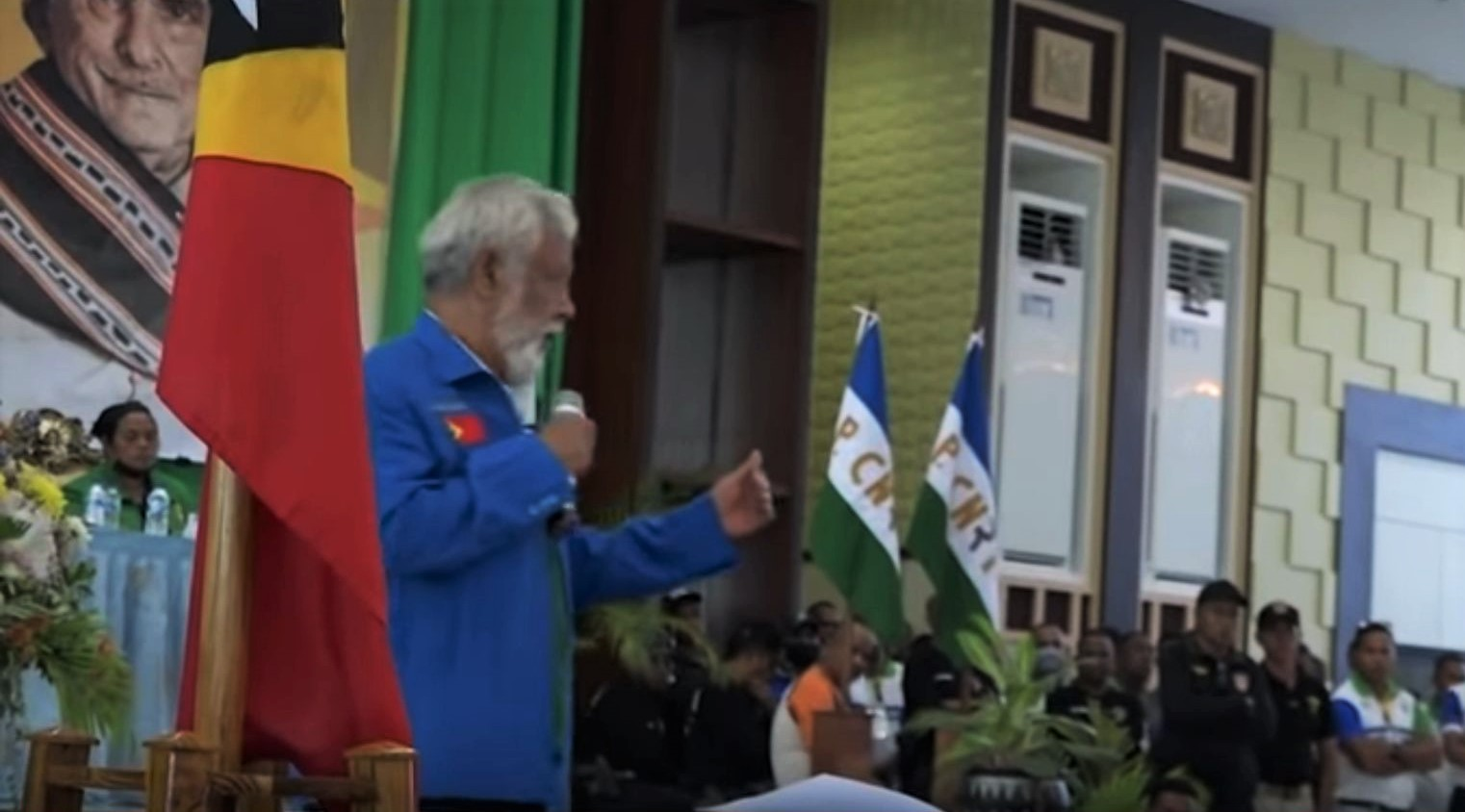
Xanana Gusmão beim CNRT-Kongress (23. Januar 2022)

Gusmão und der CNRT bestimmten jedoch am 23. Januar 2022 den parteilosen Friedensnobelpreisträger, ehemaligen Präsidenten und Premierminister José Ramos-Horta zu ihrem Kandidaten. Die Entscheidung, ob Ramos-Horta im Falle eines Wahlsieges das Parlament auflösen solle, wolle Gusmão ihm überlassen. Es gäbe nur eine Empfehlung von ihm dafür. Während des Wahlkampfes kündigte Ramos-Horta in einem Interview mit der portugiesischen Nachrichtenagentur Lusa an, er könne im Falle seiner Wahl binnen einer Woche ein Misstrauensvotum gegen die Regierung einreichen. Danach wolle er versuchen, die parlamentarischen Allianzen zwischen den beiden großen Parteien und den drei kleineren Parteien, die das Gleichgewicht der Macht halten, neu zu gestalten. Gusmãos Verzicht auf eine eigene Kandidatur deutete laut Beobachtern darauf hin, dass er für sich selbst das Amt des Premierministers anstrebe oder eine andere wichtige Position in einer neuen Regierung. Außerhalb des CNRT sieht man den Plan kritisch, die Regierung abzusetzen. Dies könnte den Streit zwischen den Parteien eher verstärken als beruhigen.
Am 8. Dezember erklärte Milena Pires, sie trete als unabhängige Kandidatin bei den Wahlen an. Von 2016 bis 2021 war sie Ständige Vertreterin Osttimors bei den Vereinten Nationen. In den ersten Jahren der Unabhängigkeit hatte sie mehrere politische Ämter inne.

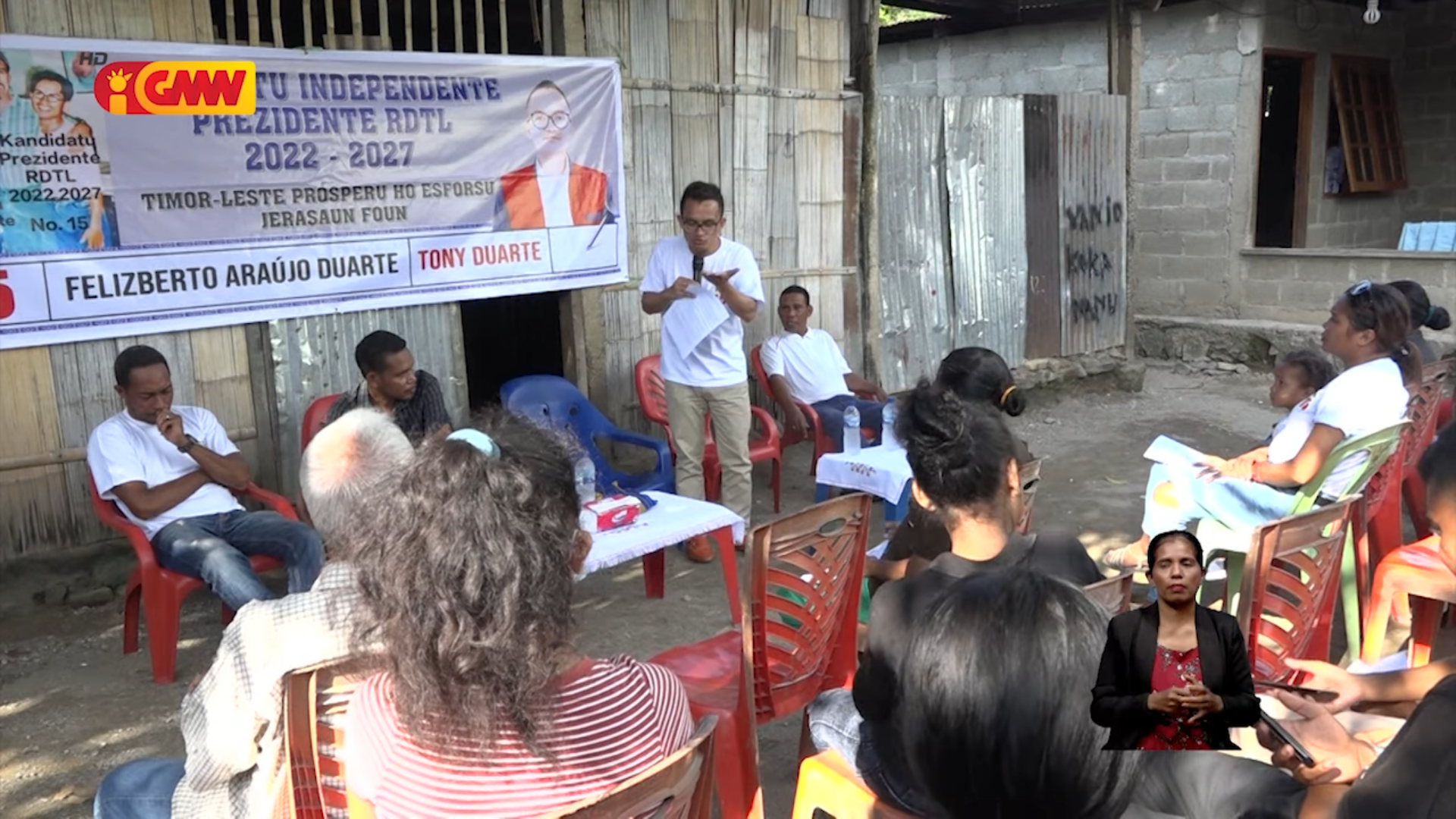
Wahlkampfauftritt von Felizberto Araújo Duarte in Culu Hun

Am 27. Januar übergab Felizberto Araújo Duarte 7000 Unterstützerunterschriften für seine Kandidatur. Der 43-Jährige hatte bereits diverse Ämter in der öffentlichen Verwaltung inne. Duarte sieht sich mit einem Alter von 43 Jahren als Stimme der jungen Generation, gerade im Gegensatz zu der Generation der ehemaligen Unabhängigkeitskämpfer. Er will Reformen im Justizwesen, um Rechtssicherheit für in- und ausländische Investoren zu schaffen. Außerdem will er ein Wettbewerbsgesetz für Osttimor.
Hermes da Rosa Correia Barros ist ein ehemaliger PSD-Abgeordneter und leitender Beamter im Ministerium für Staatsadministration (MAE).
Virgílio da Silva Guterres ist ein Journalist und Präsident des Presserats in Osttimor.
Als möglicher Kandidat war Lere Anan Timur, der bisherige Oberbefehlshaber der Verteidigungskräfte Osttimors (F-FDTL), seit Monaten im Gespräch. Am 6. Januar 2022 bestätigte er schließlich die Spekulationen über seine Kandidatur und kündigte an, aus der Armee auszuscheiden. Regierung und Staatspräsident akzeptierten den Rücktritt. Lere gilt als direkter Konkurrent zu Amtsinhaber Guterres, da er ebenfalls FRETILIN-nah ist und bei den Veteranen viele Unterstützer hat. Im Gegensatz zu Guterres stand Lere für einen Kurs, der weniger auf eine Konfrontation mit dem CNRT ausgerichtet ist. Auch unterstützten viele jüngere FRETILIN-Mitglieder Lere, was bei der Frage der zukünftigen Parteiführung eine Rolle spielte. Hier drängten bereits in den letzten Wochen prominente Parteimitglieder auf eine Ablösung der langjährigen Führung unter Alkatiri und Guterres.
Ebenfalls aus der FRETILIN stammt der ehemalige Innenminister Rogério Lobato, der nach 2012 zum zweiten Mal bei Präsidentschaftswahlen antritt.
Die Partido Democrático (PD) bestimmte am 22. Januar auf einem Kongress Parteichef Mariano Assanami Sabino Lopes zum Kandidaten der Partei.
Constâncio Pinto war von 2015 bis 2017 als Vertreter der PD Minister für Handel, Industrie und Umwelt. Als die PD 2016 die Regierungskoalition mit dem CNRT verließ, erklärte Pinto, er lasse seine Parteimitgliedschaft ruhen und blieb im Kabinett, um die Stabilität der Regierung zu gewährleisten.
Martinho Gusmão kündigte am 1. September seine Kandidatur an. Um dies zu ermöglichen, war er am 30. August als Priester von Bischof Basílio do Nascimento suspendiert worden. Er erhält Unterstützung von der PUDD.
Am 30. Januar stellte die PDRT Anacleto Bento Ferreira als Kandidaten auf. Der ehemalige Unabhängigkeitsaktivist ist Generalsekretär des Roten Kreuzes Osttimor (CVTL), IT-Experte und Übersetzer und arbeitete früher in verschiedenen Ministerien und öffentlichen Stellen. Er erklärte, er wolle die Verfassung von Osttimor wieder in ihrem ursprünglichen Sinne herstellen, nachdem sie von Politikern verletzt worden sei. Auch versprach er eine Verbesserung der Infrastruktur, Arbeitsplätze für junge Leute und das Anwerben ausländischer Investoren.
Antero Bendito da Silva ist Professor an der Universidade Nasionál Timór Lorosa'e (UNTL) und war 1998/99 Führer einer Studentenbewegung zur Unabhängigkeit von Osttimor. Er ist Sozialwissenschaftler und Leiter des Zentrums für Friedensstudien an der UNTL.
Luís Tilman war bereits 2017 bei den Präsidentenwahlen angetreten und hatte mit 2,15 %  der Stimmen Platz 5 erreicht. Bei seiner Anmeldung zu den Wahlen 2022 reichte er 5888 Unterstützerunterschriften ein. Sie wurde aber vom Tribunal abgelehnt, so dass nur 16 Kandidaten antreten. Auch sein Einspruch gegen die Entscheidung wurde zurückgewiesen.
Die Reihung der Kandidaten auf dem Stimmzettel wurde am 17. Februar vom Tribunal ausgelost. Beobachter werten die Kandidaten als ein Anzeichen einer neuen Vielfalt in der osttimoresischen Politik. Es finden sich ebenso junge Männer wie auch mehrere Frauen unter ihnen, oft aus niedrigeren, ländlichen sozio-ökonomischen Gruppen.

## Wahlkampf

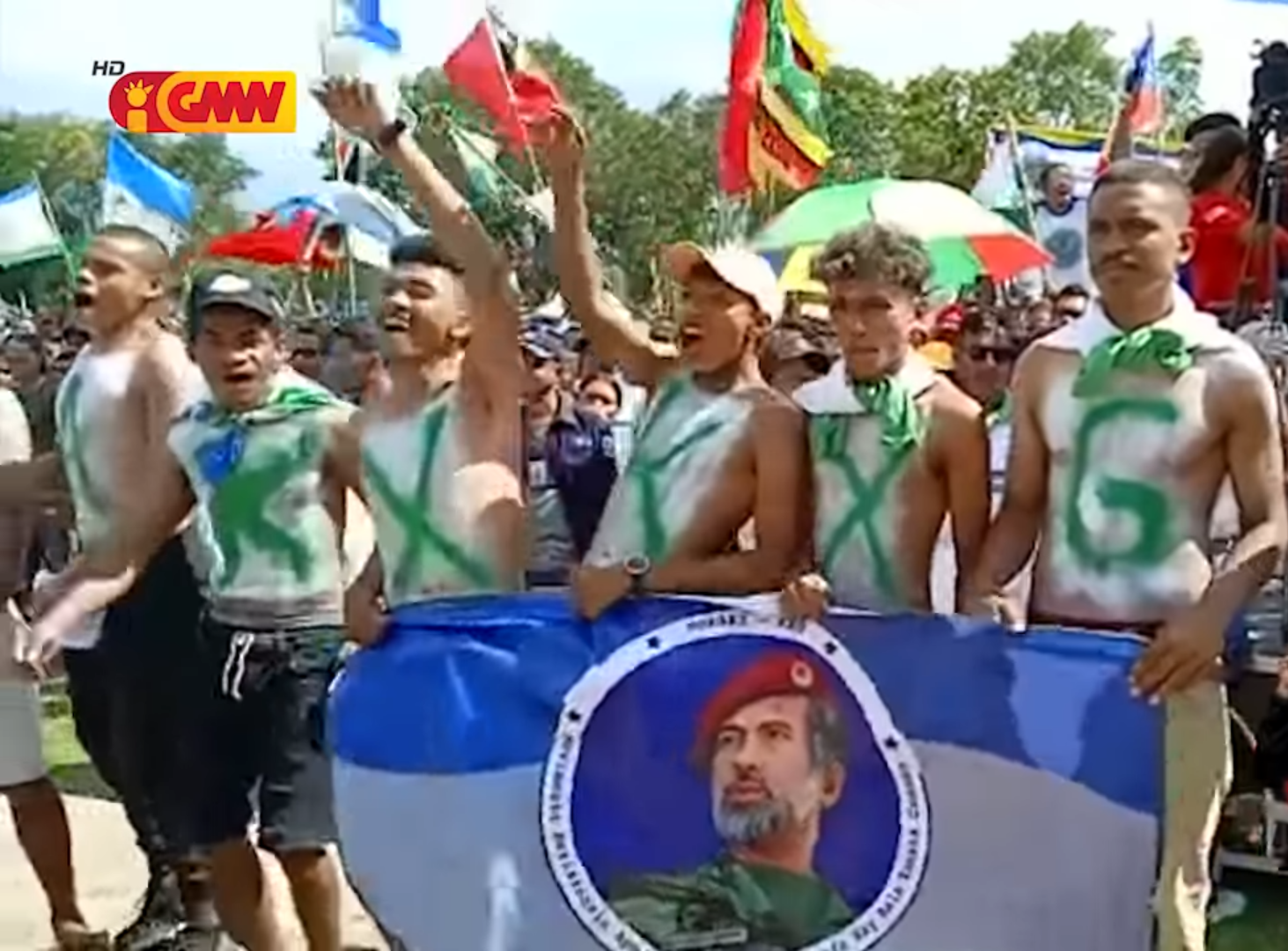
Anhänger von Xanana Gusmão bei einer Veranstaltung für José Ramos-Horta

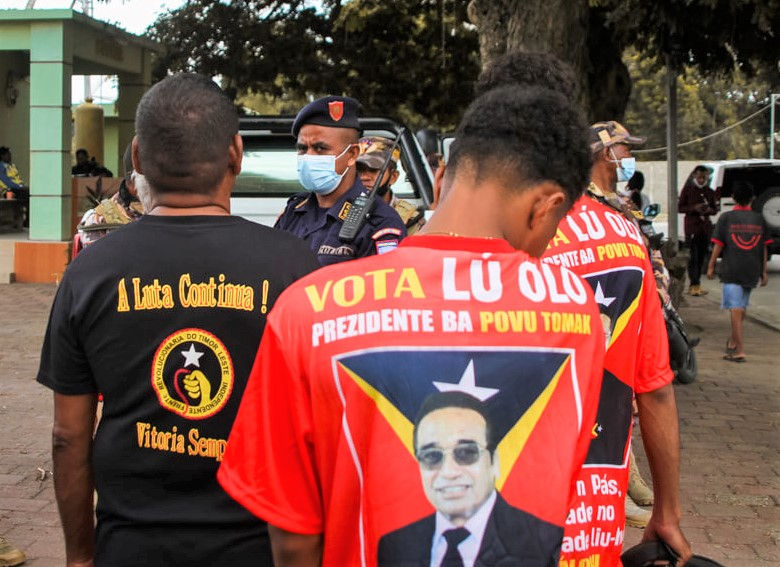
Anhänger von Francisco Guterres

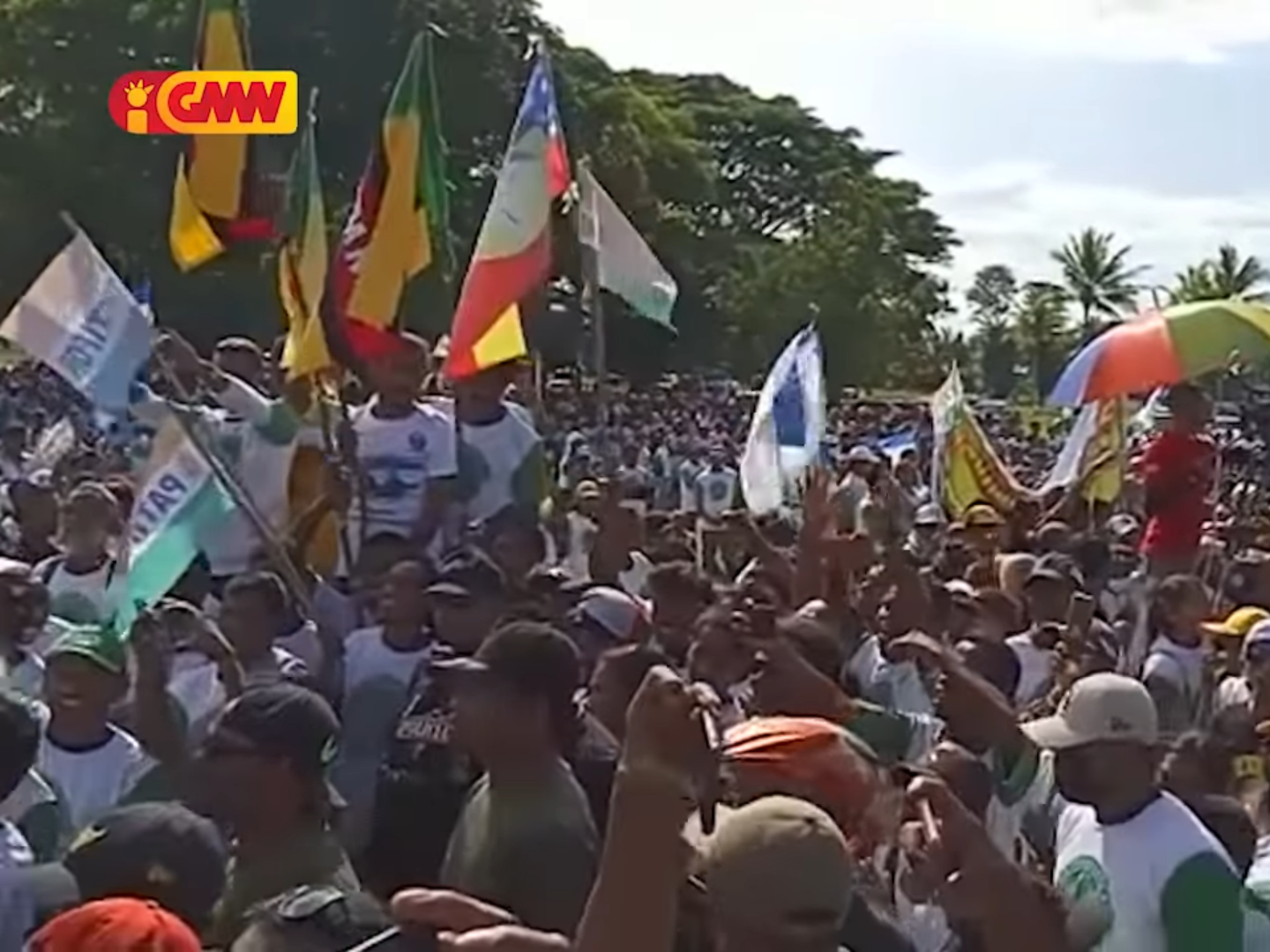
Flaggen kleinerer Parteien bei einer Kampagne für Ramos-Horta, darunter die Flagge der PATIFOR

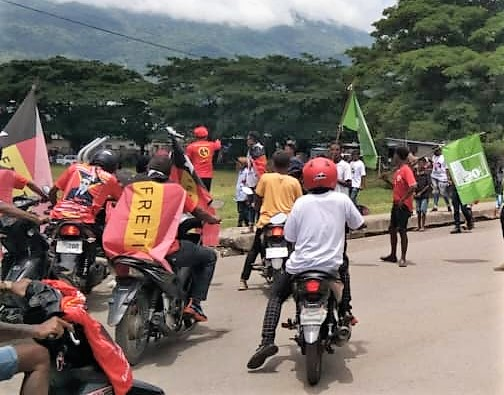
Aktivisten der FRETILIN und der Grünen

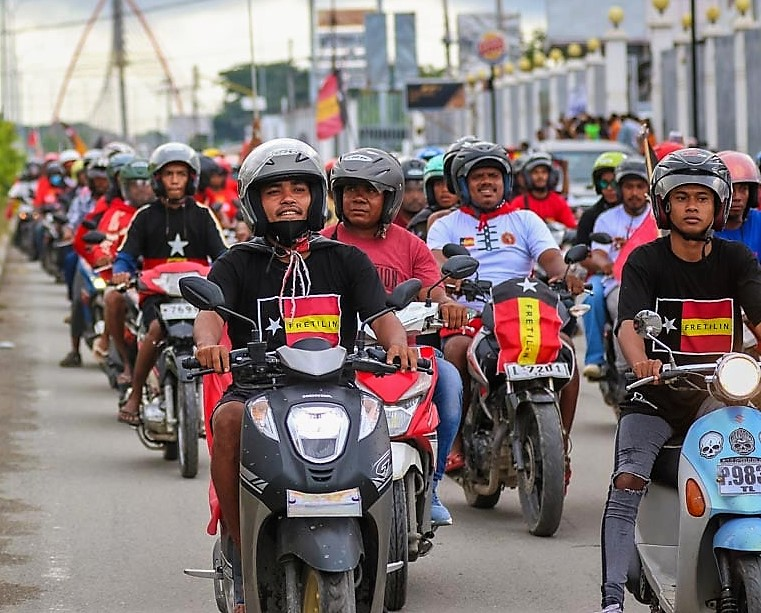
Motorrad-Korso der FRETILIN

Francisco Guterres, Ramos-Horta, Lere Anan Timur, Lopes und Santos organisierten mehrere Massenveranstaltungen. Bei Guterres und Ramos-Horta kamen in Dili jeweils über 10.000 Unterstützer zusammen, bei kleineren Veranstaltungen waren manchmal mehr Journalisten, CNE-Aufsichtsbeamte, Beobachter und Polizisten anwesend als Zuhörer. Auffällig war, dass Ramos-Horta und Santos eher Nebenfiguren bei den Veranstaltungen waren. Bei Ramos-Horta dominierte Xanana Gusmão als Führer des CNRT und bei Santos trat oft ihr Ehemann José dos Santos Bucar auf und verkündete zentrale Botschaften. Frauen nahmen bei den Wahlkampfveranstaltungen in deutlich geringerer Zahl teil als Männer. Auch Rednerinnen traten selten auf. Entsprechend waren Themen, die in erster Linie Frauen betrafen, selten Teil des Wahlkampfes. Nur drei der 16 Kandidaten sprachen zum Beispiel das große Problem von Häuslicher Gewalt an.
Die Spitzenkandidaten führten meist in jeder Gemeinde mindestens eine Veranstaltung durch, doch gerade in den schwerer erreichbaren Gemeinden führten nicht alle Bewerber Wahlkampftermine durch. In Ainaro endete zum Beispiel der Wahlkampf de facto schon am 11. März. Oft wurde Teilnehmern der Veranstaltungen ein organisierter Transport angeboten, manchmal gab es auch Anreize zur Teilnahme in Form von Sachleistungen. Die COVID-19-Pandemie hatte keinen Einfluss auf die Kampagnen. Maskenschutz wurde kaum verwendet und Abstände nicht eingehalten.
Die katholische Kirche untersagte zu Beginn des Wahlkampfes, dass in politischen Kampagnen christliche Symbole und Attribute verwendet werden. STAE und CNE sollten in solchen Fällen einschreiten. Auch betonte Norberto do Amaral, der Vorsitzende der timoresischen Bischofskonferenz (CET), dass der ehemalige Priester Martinho Gusmão kein offizieller Kandidat der Kirche sei.
Zu Diskussionen führte eine Entscheidung des CNE für eine Debatte am 8. März der Präsidentschaftskandidaten auch Fragen in Portugiesisch, der zweiten Amtssprache neben Tetum, zuzulassen. Nur zehn der 16 Kandidaten stimmten dieser Entscheidung zu und erklärten, dass ein Staatspräsident auch diese Sprache beherrschen müsse, um international verhandeln zu können. Vor allem Armanda Berta dos Santos und ihre KHUNTO wehrten sich dagegen, da es keine rechtlichen Vorgaben dafür gäbe. Die breite Bevölkerung müsse die gesamte Debatte verfolgen können. Portugiesisch sprechen aber nur etwa 60 Prozent der Osttimoresen. Auch Santos hat Probleme mit der Sprache der ehemaligen Kolonialherren, was  ihr Spott einbrachte. Sie konterte mit der Forderung in ihrer Muttersprache diskutieren zu dürfen, einer der lokalen Nationalsprachen Osttimors. Die verbleibenden fünf Kandidaten äußerten sich nicht zu der Diskussion.
Da die Wahllisten in Australien aufgrund von  nicht aktualisiert wurden, entschied die CNE am 2. März, dass zumindest für die erste Runde der Wahlen keine Möglichkeiten zur Stimmabgabe in den osttimoresischen Vertretungen dort eingerichtet werden. Dies betrifft nach Angaben des STAE 1.487 Wähler, die in drei Wahllokalen hätten abstimmen sollen. Die FRETILIN warf wegen der Entscheidung der CNE politische Manipulation und Einmischung in die Aufgaben des STAE vor. Marí Alkatiri erklärte, es sei bekannt, dass der FRETILIN-Kandidat Francisco Guterres in Australien die Mehrheit der Stimmen bekommen würde. Das STAE zeigte sich zuversichtlich, dass die Osttimoresen in Australien ihre Stimme abgeben könnten. Es habe nur Verzögerungen gegeben, weil wegen der COVID-19-Pandemie die Grenzen geschlossen waren und das STAE daher keine Vertreter in das Nachbarland entsenden konnte. Das Tribunal de Recurso hob schließlich die Entscheidung der CNE als Verstoß gegen das verfassungsmäßige Wahlrecht auf und gab die Abstimmung in Australien frei. Auch das Ergebnis einer Meinungsumfrage bei 4100 Wählern, das von der UNTL veröffentlicht wurde, nannte Alkatiri „gefälscht“. Nach dieser stünde José Ramos-Horta auf Platz 1 der Umfrage mit 39,05 %, während der amtierende Staatspräsident nur auf Platz 4 käme. In die Stichwahl würde Lere Anan Timur auf Platz 2 kommen.
Ebenfalls kritisierte das Team von Francisco Guterres die Gestaltung des Stimmzettels. Constâncio Pinto zeigt sich in seinem Logo zusammen mit dem verstorbenen ersten Präsidenten Osttimors Francisco Xavier do Amaral, Ramos-Horta mit Xanana Gusmão. Im Profilfoto von Mariano Sabino Lopes sieht man im Hintergrund ein Bild des verstorbenen Gründers der PD Fernando de Araújo. Martinho Gusmão hält ein Buch in der Hand, das er über den ersten Premierminister Nicolau dos Reis Lobato geschrieben hat, mit dem Nationalhelden auf dem Cover.
Am Rande einer Wahlkampfveranstaltung von Francisco Guterres in Baucau kam es zu einem gewaltsamen Zwischenfall, bei dem ein junger Mann ums Leben kam. Drei Verdächtige wurden am Tag darauf festgenommen. Der Vorfall hatte aber anscheinend keinen politischen Hintergrund, sondern private Gründe.
Die EU-Wahlbeobachter stellten fest, dass die Kandidaten zwar nominell unabhängig waren, jene aber, die von Parteien unterstützt wurden, strukturelle und finanzielle Vorteile hatten. Trotzdem stellte man einen echten Wettbewerb zwischen den Hauptkandidaten fest, auch wenn die unterschiedlichen finanziellen Ressourcen zu Ungleichheiten führten. In Osttimor gibt es keine Obergrenze für Spenden oder Ausgaben für den Wahlkampf und die EU-Beobachter wünschten sich eine stärkere Überwachung der Wahlfinanzierung durch die CNE. Der Wahlkampf sei friedlich verlaufen, wenn man von einigen Scharmützeln zwischen Parteianhängern absieht. Die Polizei sorgte zumeist für die Sicherheit bei den Kundgebungen. Die CNE hatte die Kandidaten angewiesen, dass keine Kampf- und Ritualkunstgruppen in Wahlkampfaktivitäten einbezogen werden dürften. Die EU-Beobachter konnten solche Gruppierungen bei weniger als 20 % der Wahlkampfveranstaltungen registrieren. Sie erschienen bei Francisco Guterres, Santos, Lere Anan Timur und auch bei Ramos-Horta als Unterstützer. Die noch nicht registrierten Parteien Os Verdes (die Grünen) und PATIFOR nutzten die Großveranstaltungen, um in der Öffentlichkeit Flagge zu zeigen, meist zur Unterstützung von Francisco Guterres oder Ramos-Horta.
Bei den Medien hatte das Radio weiter die größte Bedeutung im Wahlkampf. Das staatliche Rádio e Televisão de Timor-Leste (RTTL) stellte allen 16 Kandidaten kostenlose Sendezeit zur Verfügung und die redaktionelle Berichterstattung fand in einem neutralen Ton statt. Die Wahlkampfberichterstattung sei jedoch laut EU-Beobachter unausgewogen gewesen. Über Francisco Guterres und Lere Anan Timur wurde verhältnismäßig häufig berichtet. Im staatlichen Fernsehkanal Televisão de Timor Leste (TVTL) stellte man zur Hauptsendezeit alle Kandidaten in jeweils 3 bis 10 Minuten vor. Im Privatsender GMN TV traten 13 Kandidaten in der Sendung Grande Entrevista auf. In den Nachrichtensendungen von GMN TV wurde vor allem über Ramos-Horta berichtet, seltener über Francisco Guterres und Lere Anan Timur. Ramos-Horta kaufte als einziger Kandidat bei GMN TV Werbezeit. Radio e Televisão Maubere (RTM) gehört der FRETILIN. Es berichtete im Radio fast nur über die Kampagne von Francisco Guterres. Wenig wurde über Ramos-Horta und Lere Anan Timur berichtet, gar nicht über die anderen Kandidaten.
Der Wahlkampf in den sozialen Medien wurde fast ausschließlich auf Facebook geführt. Das Wahlgesetz hat für die sozialen Medien keine besonderen Bestimmungen und die CNE überwacht sie auch nicht. Hier gab es von der Hälfte der Kandidaten große Kampagnen, die im Ton von den EU-Beobachtern als respektvoll eingestuft wurden. Ramos-Horta hatte die Seite mit den meisten Followern. Postings der FRETILIN unterstützten nur Präsident Guterres, während man FRETILIN-Anhänger in der Öffentlichkeit auch bei Veranstaltungen anderer Kandidaten sah. Das fast vollständige Fehlen einer aufrührerischen Sprache und von Informationsmanipulation fiel positiv auf. Die Beiträge bestanden zumeist aus Videos und Fotos von Wahlkampfveranstaltungen sowie dem Teilen von Artikeln der Medien. Wahlprogramme wurden vorgestellt und bis auf eine Ausnahme gab es keine Kommentare über die konkurrierenden Kandidaten. Nur bei Präsident Guterres und der FRETILIN gab es Kritik am Hinweis von Ramos-Horta zur Verfassungskrise der letzten Jahre. Dazu gab es von Seiten Ramos-Hortas und des CNRT Zurückweisungen. Die Nutzer interessierten sich aber nur mäßig für das Angebot und die Postings wurden auch nicht für Diskussionen genutzt. Die Zeit der Wahlkampfstille wurde in den sozialen Medien von fast allen Kandidaten missachtet. Zwölf von ihnen veröffentlichten in der Zeit Wahlkampfmaterial auf ihren persönlichen Seiten und drei betrieben aktiv Werbung. Da auch die Zahl der Follower im Zeitraum der Kampagnen nicht anstieg, erreichten die Beiträge der Kandidaten wahrscheinlich niemanden über das Internet hinaus. Auf bezahlte Online-Werbung verzichteten die meisten Kandidaten.

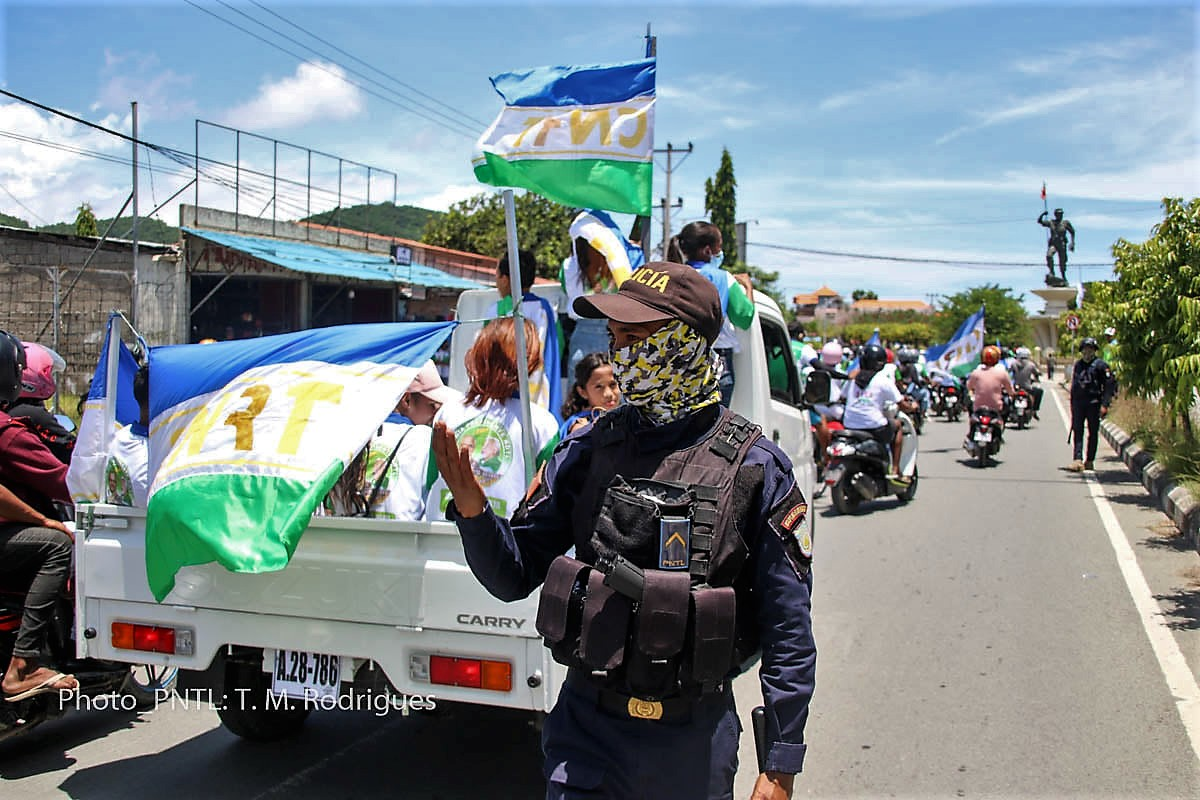
Anhänger des CNRT auf dem Weg zur Massenveranstaltung in Dili
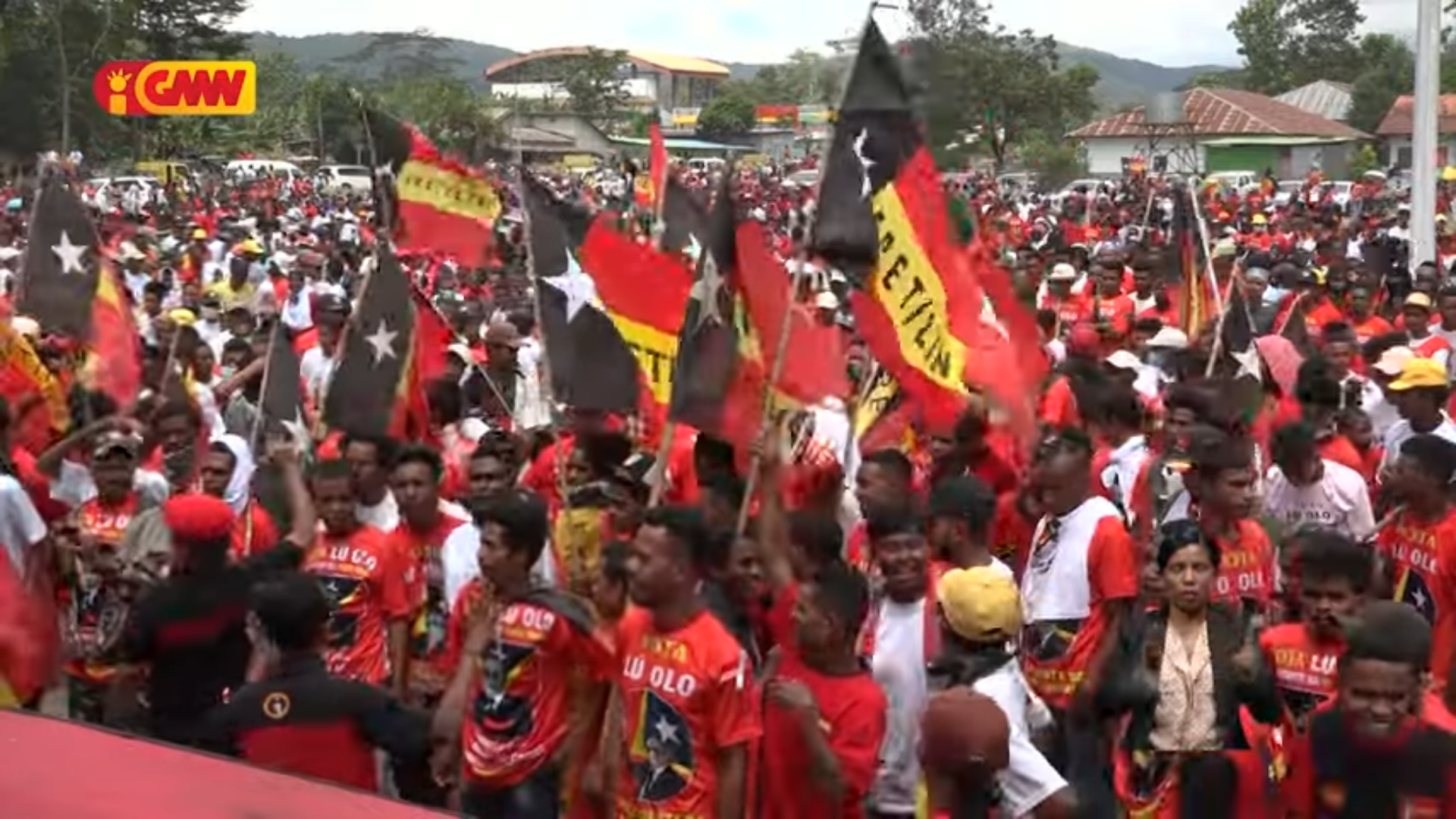
Wahlkampfveranstaltung von Francisco Guterres
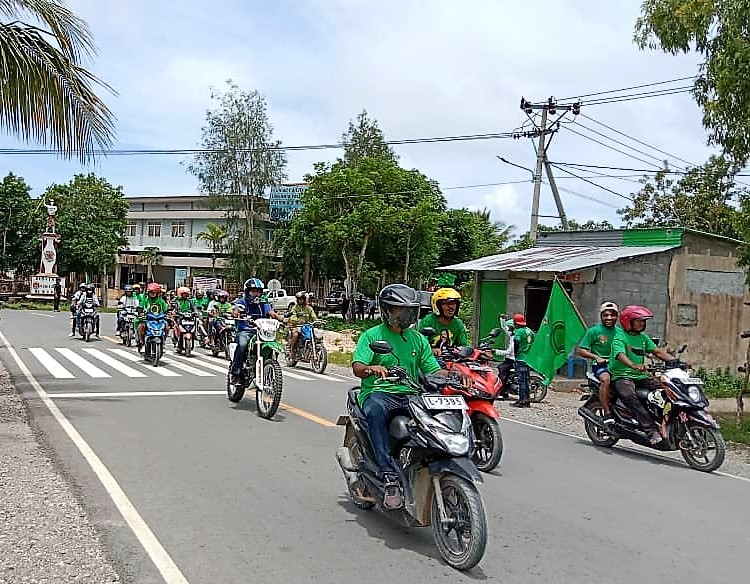
Motorrad-Korso der KHUNTO
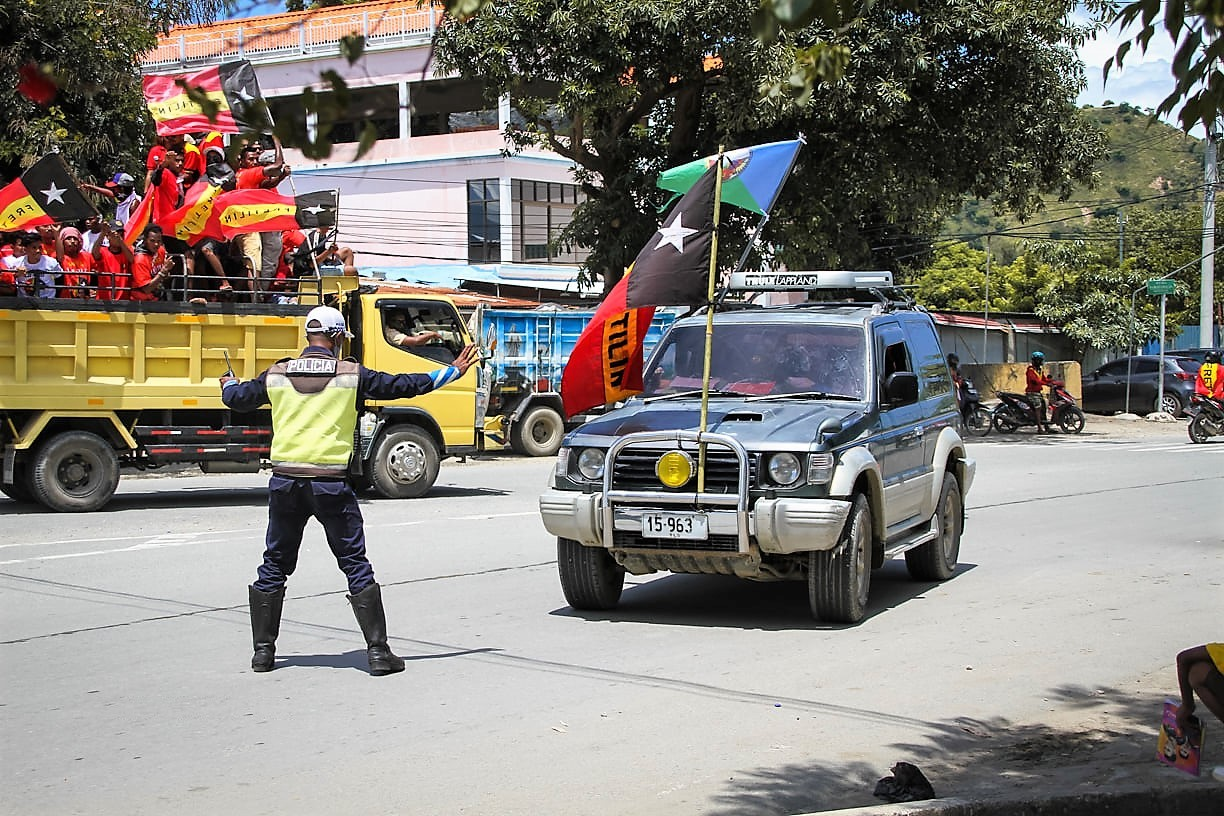
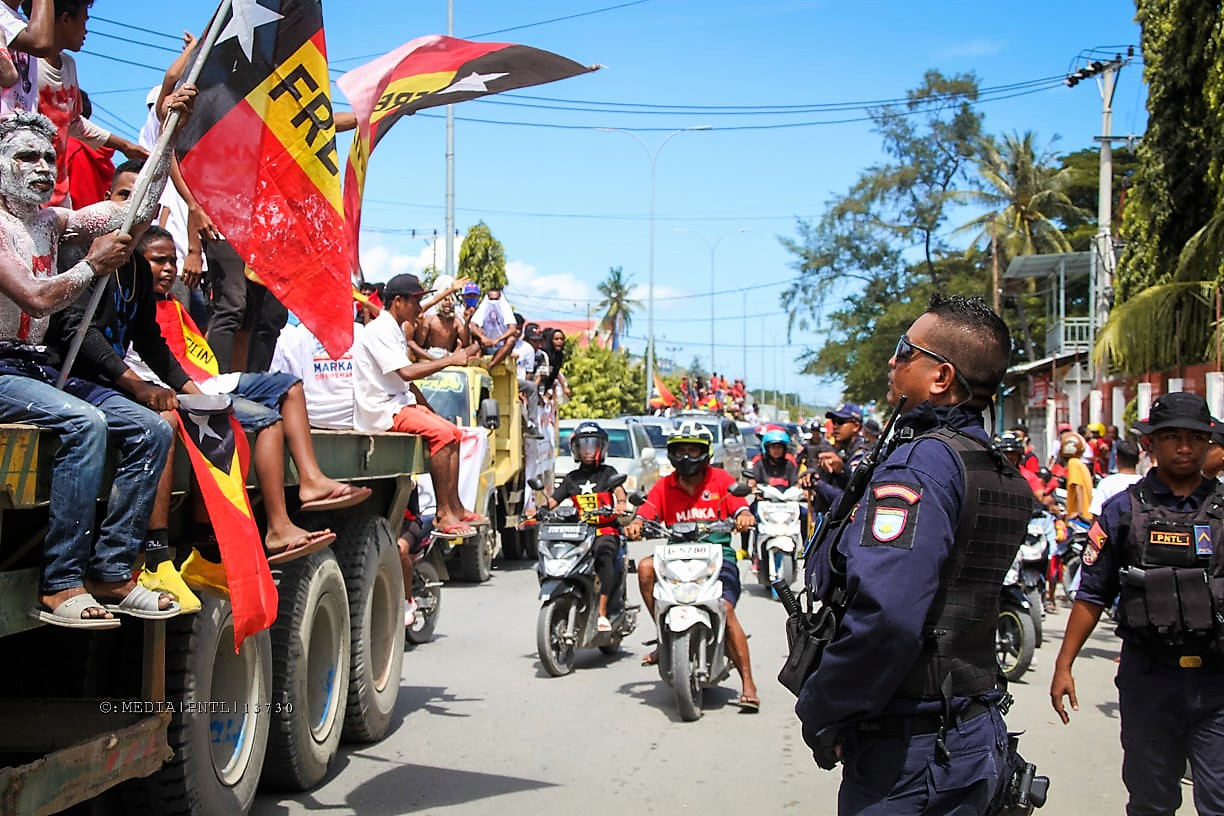
Verkehrskontrollen während des Wahlkampfes

## Erster Wahlgang

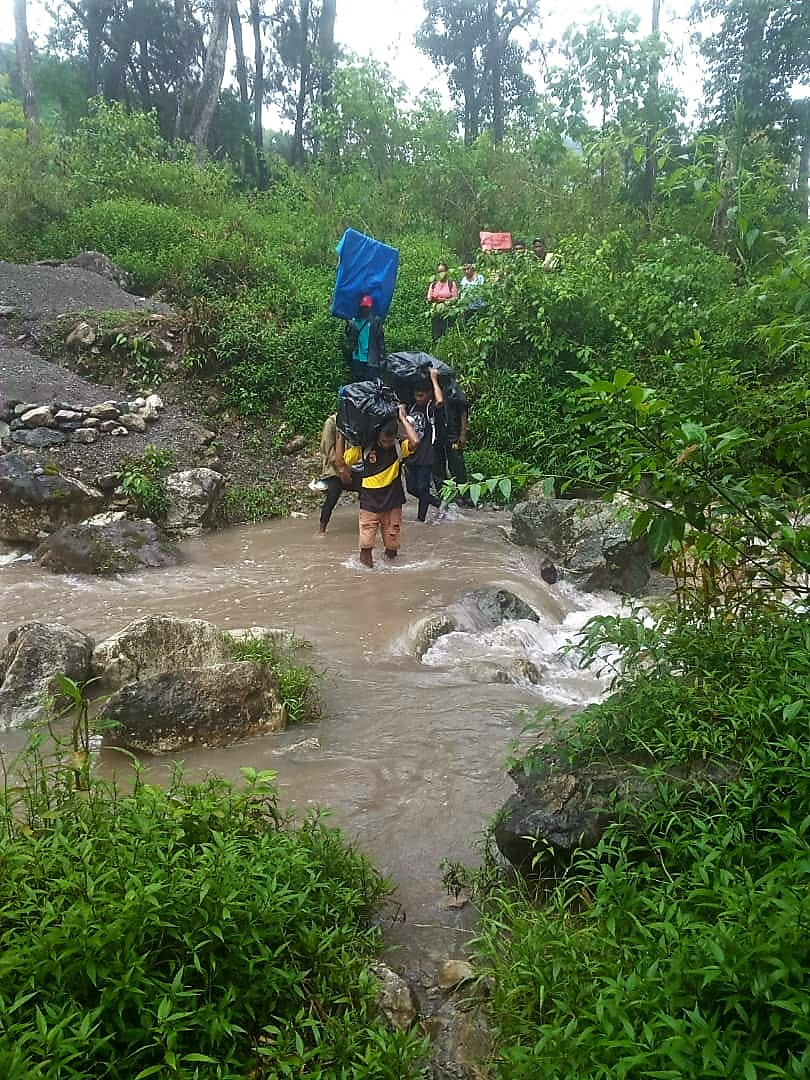
Rücktransport der Wahlurnen zur Auszählung

Die Wahllokale waren von 7 Uhr morgens bis 15 Uhr geöffnet. Die geprüften Wahllokale öffneten pünktlich, die Stimmabgabe verlief ruhig und unkompliziert. Bei Wahllokalen mit vielen Stimmberechtigten führten die langen Wahllisten zu größeren Warteschlangen. Der Auszählungsprozess wurde mit gut bewertet.
In bevölkerungsreicheren Wahllokalen führten lange Wählerlisten zu Verzögerungen, da die Wahlhelfer Zeit brauchten, um die Wähler zu finden. Die Gestaltung aller beobachteten Wahllokale gewährleistete das Wahlgeheimnis, und 101 der beobachteten Wahllokale waren für Menschen mit Behinderungen zugänglich. Die Anwesenheit von Wahlhelfern in allen 138 beobachteten Wahllokalen trug zur Transparenz des Prozesses bei.
Erste Auszählungsergebnisse kamen aus den Wahllokalen in Australien und Südkorea. Ramos-Horta holte 45 % der Stimmen in Australien und in Südkorea sogar 54 %. Amtsinhaber Francisco Guterres kam auf den zweiten Platz mit 28 und 13 %. Die osttimoresische Gemeinde in Australien besteht zum großen Teil aus ehemaligen Flüchtlingen aus der Kriegszeit, während in Südkorea viele junge Osttimoresen als Gastarbeiter oder Studenten leben. In Portugal gewann Ramos-Horta 39 % und Guterres 29 %. Guterres gewann knapp auf den Britischen Inseln. Auffällig sind die 18,30 % in Portugal und 16,33 % in Australien für Milena Pires.
Nach dem Endergebnis, das offiziell am 30. März verkündet wurde, erhielt Ramos-Horta 46,6 % der Stimmen; sein bestes Ergebnis bei einer ersten Runde einer Präsidentenwahl. In der Stichwahl am 19. April tritt er gegen Francisco Guterres an, der 22,1 % der Stimmen bekam. Santos, Lere Anan Timur und Sabino kamen jeweils auf um die 8 %. Anacleto Ferreira erhielt noch 2,03 %, alle anderen kamen nur noch auf unter 2 %. Sieben Kandidaten erhielten nicht einmal die 5.000 Stimmen, die sie zur Registrierung zur Wahl benötigt hatten.
Guterres konnte nur in Baucau und Viqueque am meisten Stimmen holen. In der FRETILIN-Hochburg erhielt Lere Anan Timur in seiner Heimatgemeinde 31 %, während Ramos-Horta 24 % und Guterres nur 20 % bekamen. In Aileu, Dili (mit Atauro), Ermera, Liquiçá, Manatuto und Oe-Cusse Ambeno konnte Ramos-Horta die absolute Mehrheit gewinnen. Mit 77,26 % lag die Wahlbeteiligung deutlich über den 71,16 % vom letzten Mal und nur knapp unter den 80,98 % von den Parlamentswahlen in Osttimor 2018. Dabei lag die Wahlbeteiligung in der Diaspora bei etwa 50 %, in Oecusse-Ambeno bei 73,92 % und in Aileu bei 85,14 %.
In ihrem vorläufigen Bericht vom 21. März erklärte die EU-Wahlbeobachtermission, Osttimor habe „gut organisierte und wettbewerbsfähige Wahlen“ durchgeführt. Meinungs-, Versammlungs- und Vereinigungsfreiheit seien im Wahlkampf geachtet worden. Der rechtliche Rahmen für die Wahlen habe ausreichende Garantien für die Durchführung demokratischer Wahlen geboten.

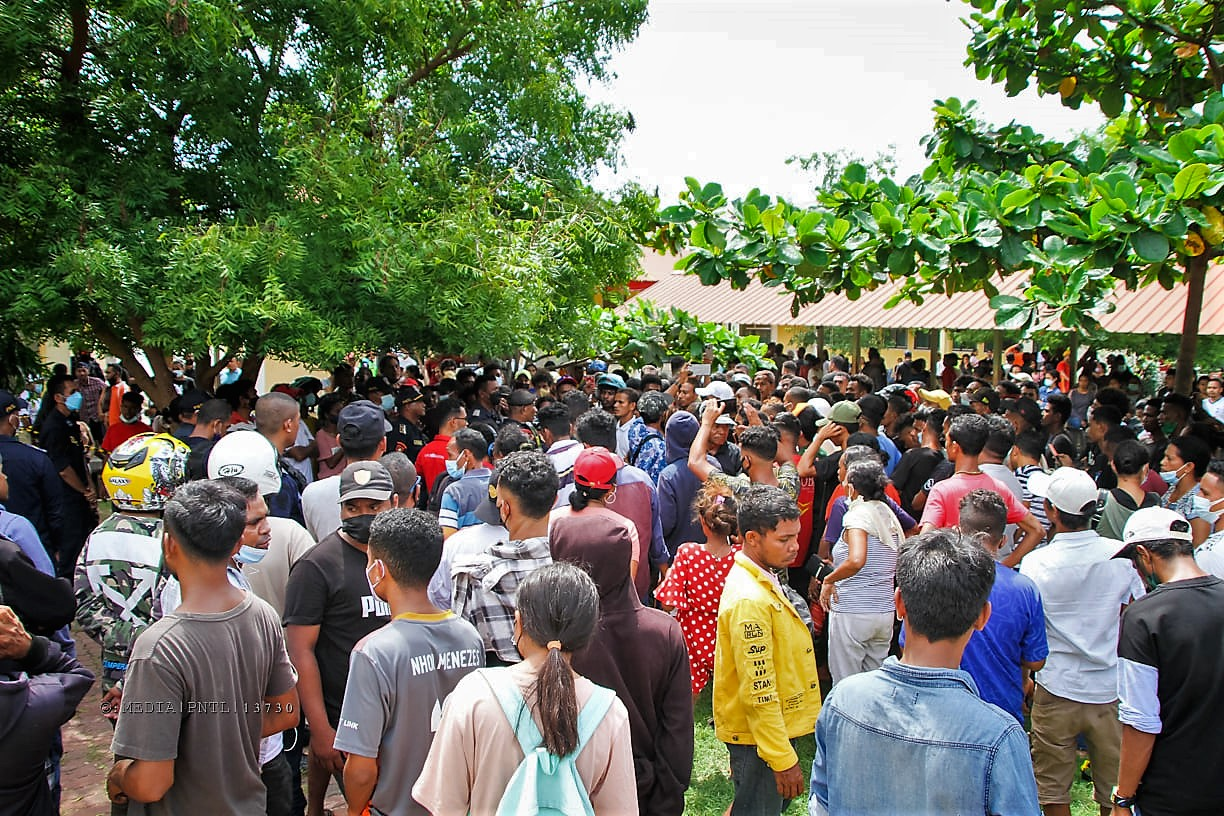
Warteschlange am Wahltag
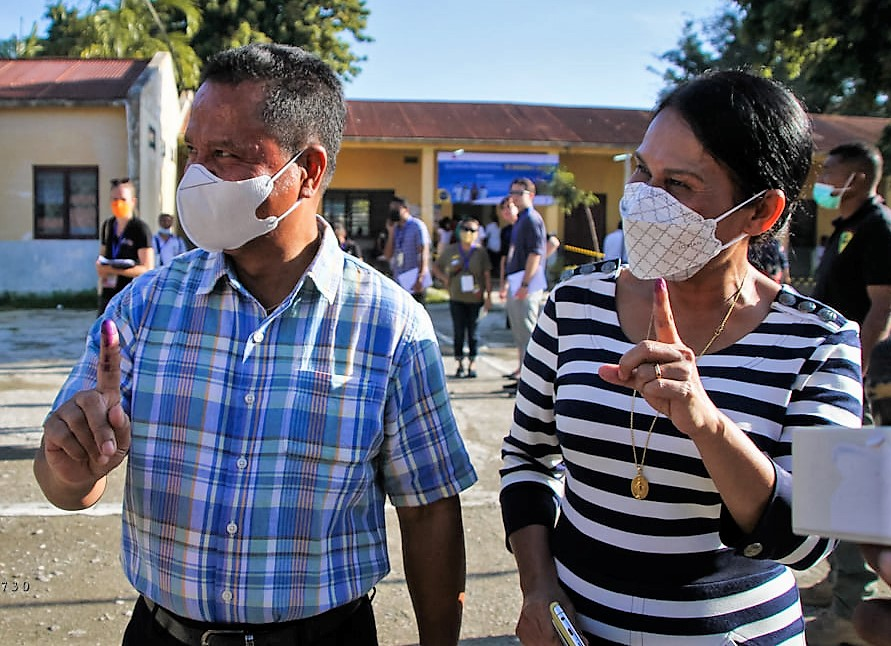
Gefärbte Finger als Zeichen für die vollzogene Stimmabgabe

## Zweiter Wahlgang

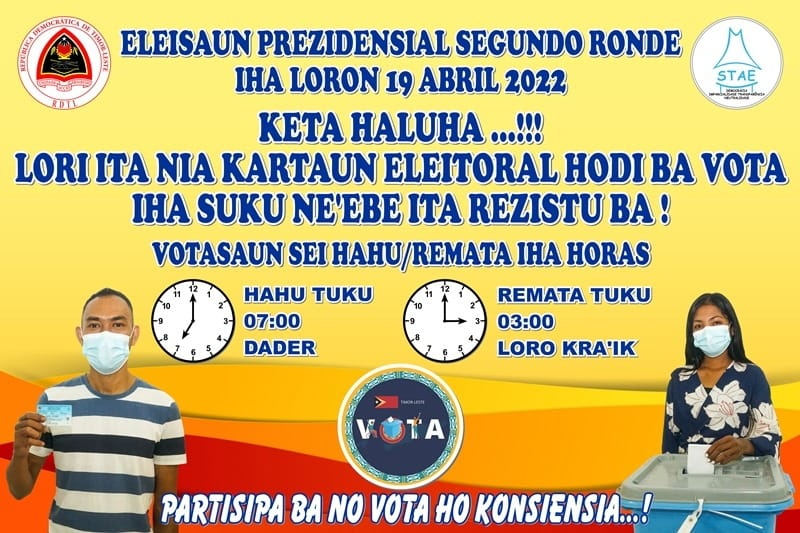
Wählerinformation zur zweiten Runde

Am 30. März entschied Richter Deolindo dos Santos über die Reihung auf dem Stimmzettel zur Stichwahl. José Ramos-Horta erhielt die Nummer 1 und Francisco Guterres die Nummer 2. Für die zweite Runde waren 859,925 Wählern (7.113 davon im Ausland) registriert.
Neben der FRETILIN stellten sich PLP, KHUNTO und Os Verdes hinter Präsident Guterres. Die Hoffnung von Ramos-Horta, sein Sieg in der ersten Runde könnte die Regierungskoalition von selbst zerbrechen lassen, was zu weniger Kontroversen für die Bildung einer neuen Regierung geführt hätte, erfüllte sich nicht. Immerhin sprach sich die unterlegene Isabel Ferreira, trotz ihrer Mitgliedschaft in der PLP, nun für Ramos-Horta als Präsident aus, ebenso Mariano Sabino Lopes und seine PD sowie CNRT, PDC, Frenti-Mudança und PATIFOR schon zuvor. Im Unterschied zum CNRT sprachen sich die anderen Parteien allerdings nicht für eine Auflösung des Parlaments und Neuwahlen im Falle eines Wahlsieges von Ramos-Horta aus.
Ferreiras Ehemann, Premierminister Taur Matan Ruak zeigte sich im Wahlkampf für die zweite Runde aktiver an der Seite von Präsident Guterres. Im Gegenzug wurde von der Ramos-Horta-Kampagne die Rolle von Taur Matan Ruak während der Unruhen in Osttimor 2006 in Frage gestellt und die Regierung wegen ihrer Maßnahmen zum Hochwasserschutz in Dili und bei der aktuellen Dengueepidemie. Lere Anan Timur gab seinen Anhängern keine Wahlempfehlung für seinen Parteifreund Guterres, sondern überließ ihnen selbst die freie Wahl.
In einer Fernsehdebatte auf RTTL trafen die beiden Kandidaten am 13. April aufeinander. Moderiert wurde die Sendung von Pater Bento Barros. Themen waren die Verfassung des Landes und bilaterale Beziehungen Osttimors zu anderen Staaten. Unterteilt wurde die Sendung in vier Teile. Zunächst konnten die beiden Kandidaten eine Erklärung abgeben, dann folgten Fragen des Moderators und schließlich Fragen aus dem Publikum, bei der auch die Kandidaten sich gegenseitig Fragen stellen konnten.
Nach der vorläufigen Auszählung gewann Ramos-Horta die Stichwahl mit 62 % der Stimmen. Auch in der Gemeinde Lautém, in der in der ersten Runde Lere Anan Timur die meisten Stimmen holte, gewann Ramos-Horta den Wahlgang, wenn auch nur knapp. Diese Gemeinde gilt eigentlich als Hochburg der FRETILIN.
Am letzten Tag seiner Amtszeit unterzeichnete Präsident Guterres noch 14 Regierungsdekrete, die im Eiltempo durch das Parlament gebracht worden waren und in einer Sonderausgabe des Jornal da República veröffentlicht wurden. Neben Maßnahmen zum Staatshaushalt gehört dazu ein umstrittener Gesetzesentwurf, der die Verantwortungen des Präsidenten regelt und Vergehen dagegen als Straftaten definiert. Das Gesetz bezieht sich auf Artikel 79 Strafbarkeit und verfassungsmäßige Verpflichtungen der Verfassung und regelt den Fall von „eindeutigen und schwerwiegenden Verletzung der verfassungsmäßigen Pflichten“ des Staatsoberhauptes. So sind für den Präsidenten Freiheitsstrafen zwischen zwei und acht Jahren bei „Nötigung von Verfassungsorganen“ vorgesehen, womit die Regierung auf die Forderung des CNRT aus dem Wahlkampf reagiert, dass Ramos-Horta die jetzige Regierung entlassen und sofortige Neuwahlen ausrufen solle.

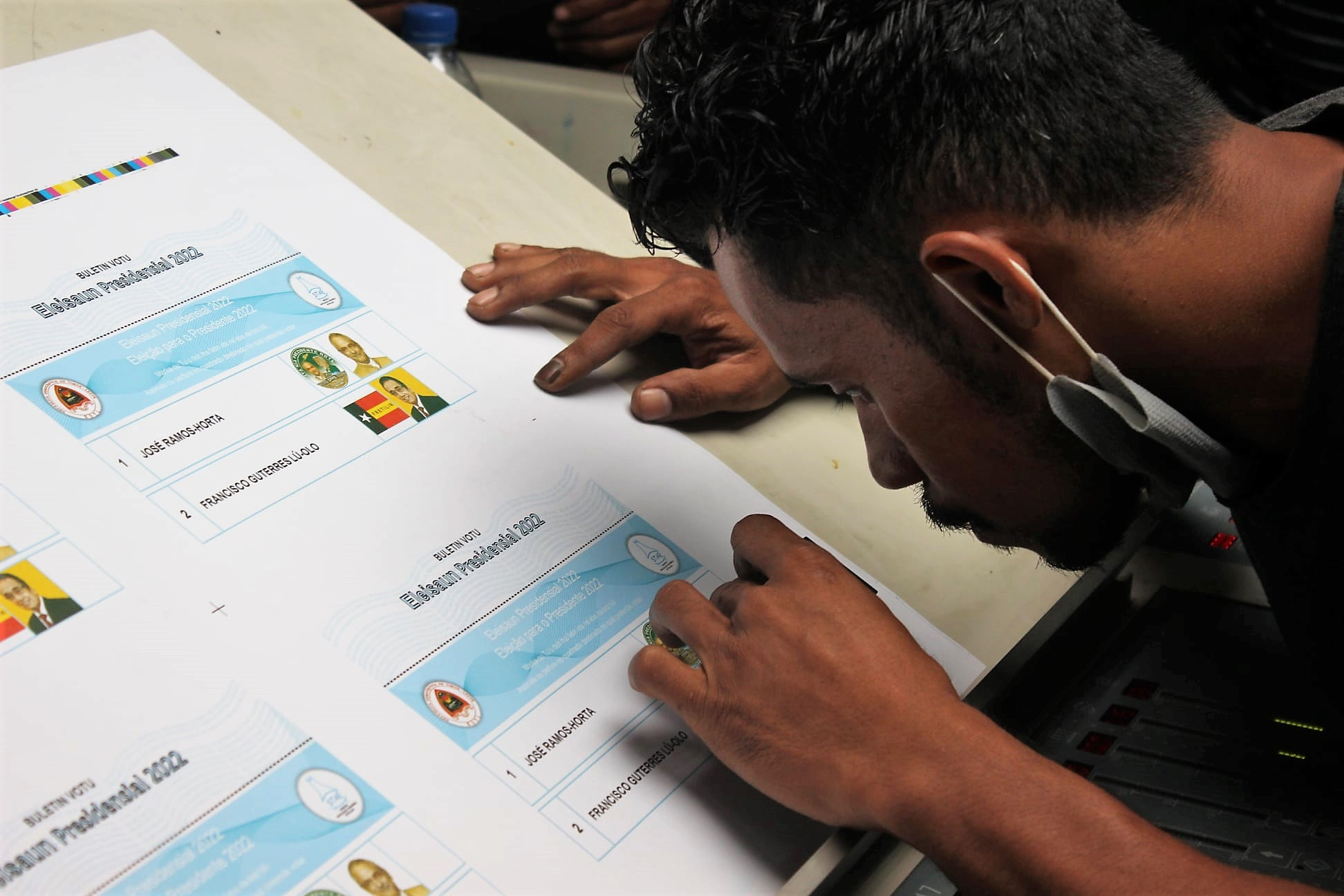
Druck des Stimmzettels für den zweiten Wahlgang
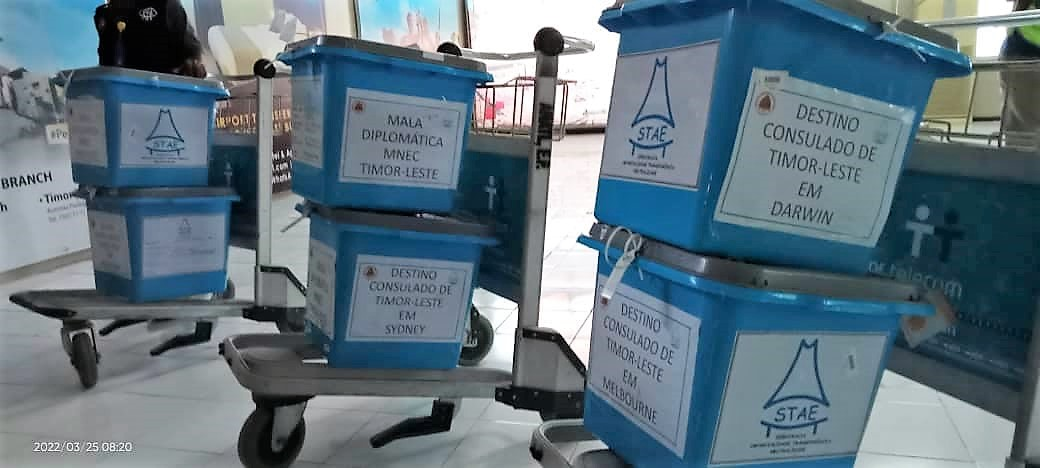
Versand der Wahlurnen nach Australien für die 2. Runde
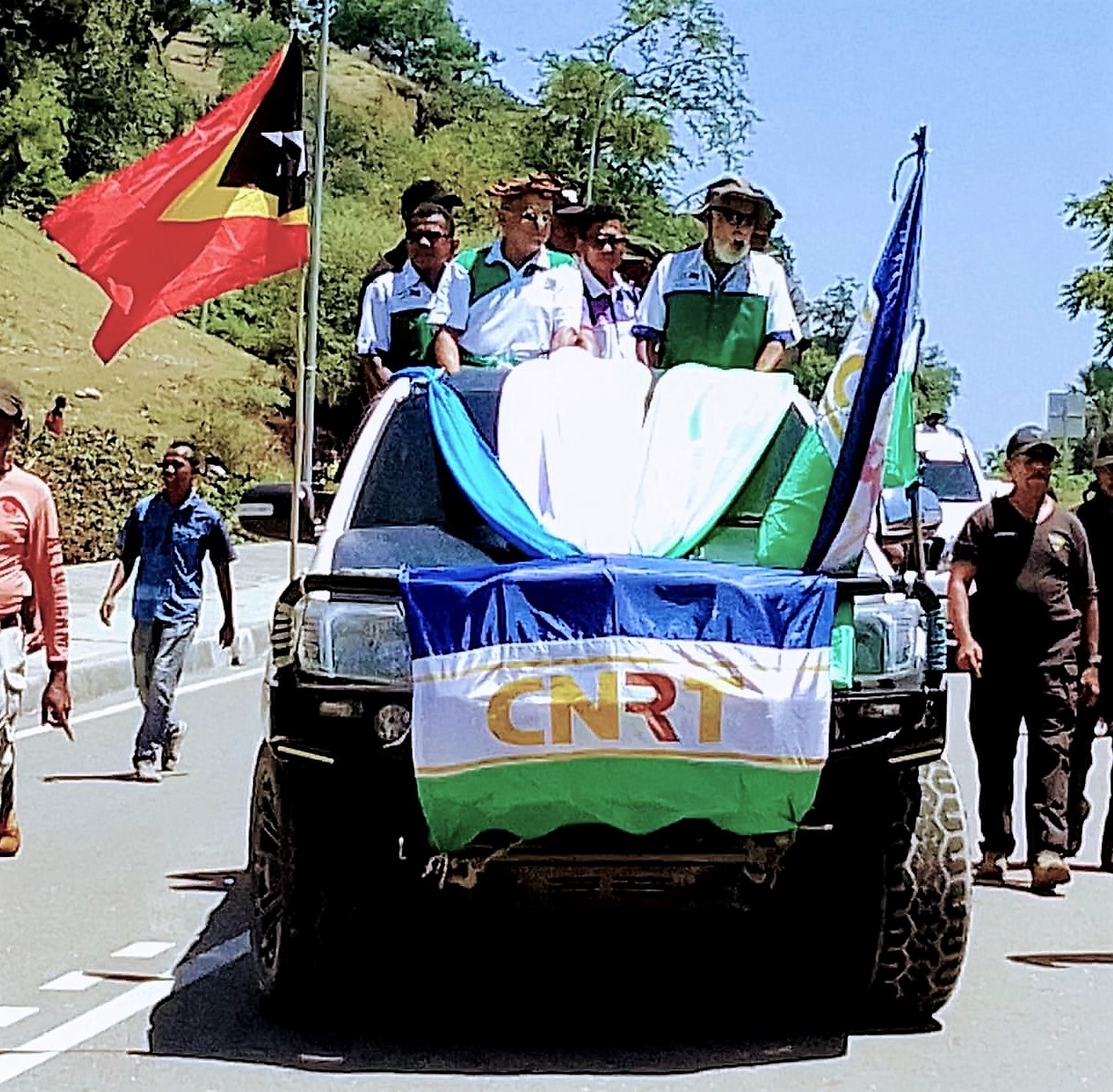
José Ramos-Horta und Xanana Gusmão beim Wahlkampf in Pante Macassar
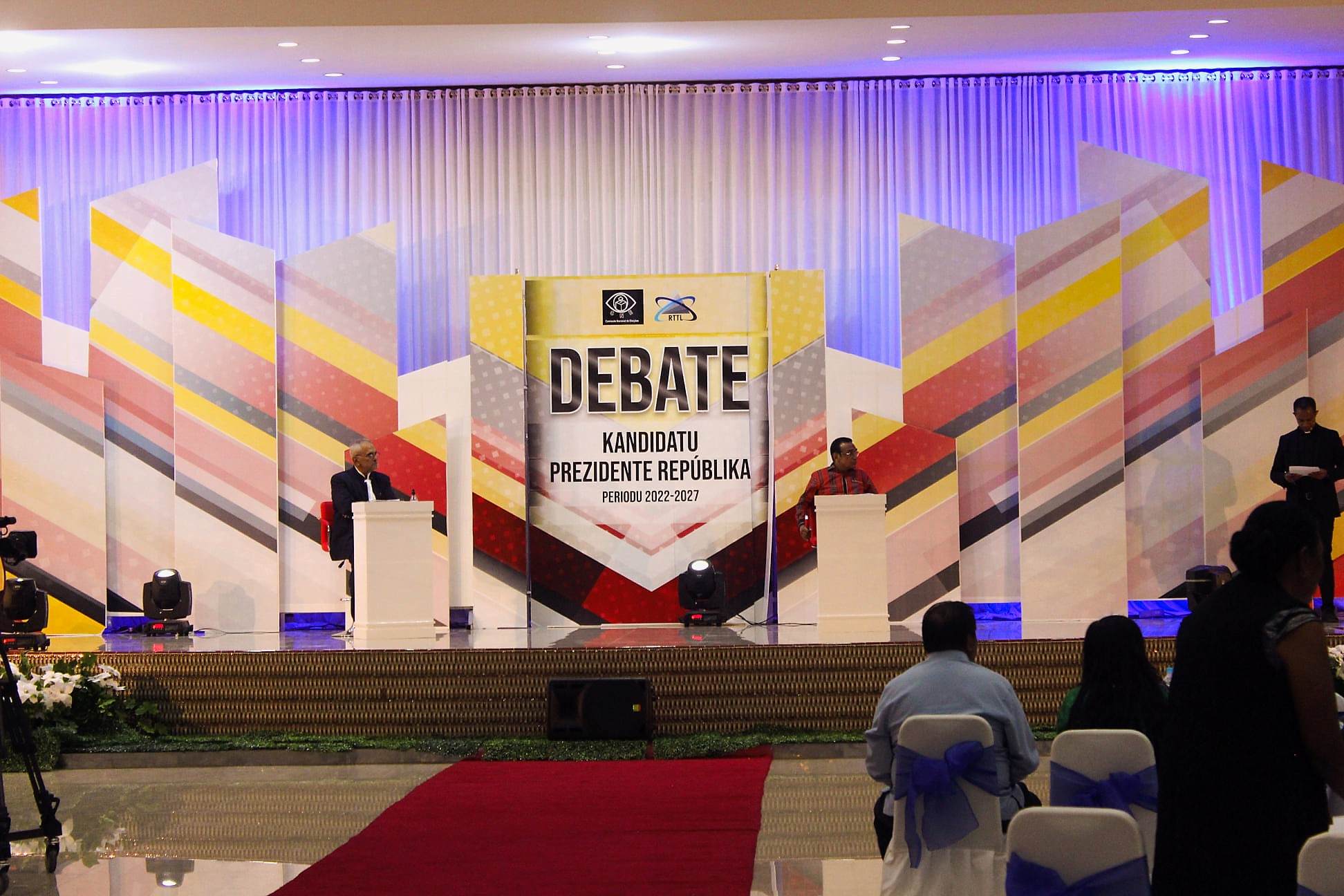
TV-Duell am 13. April
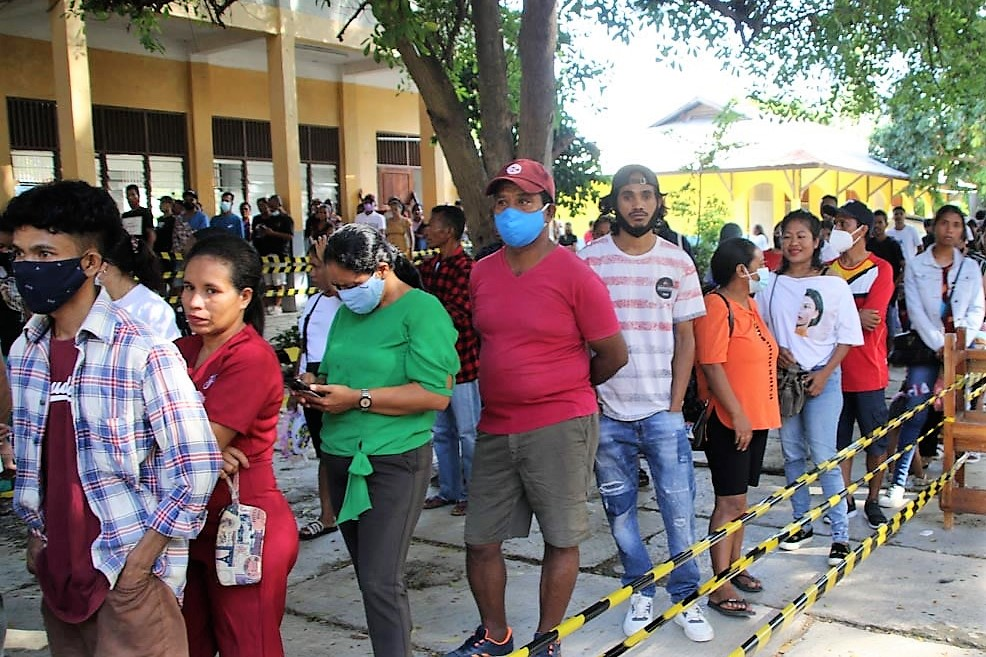
Zweiter Wahltag
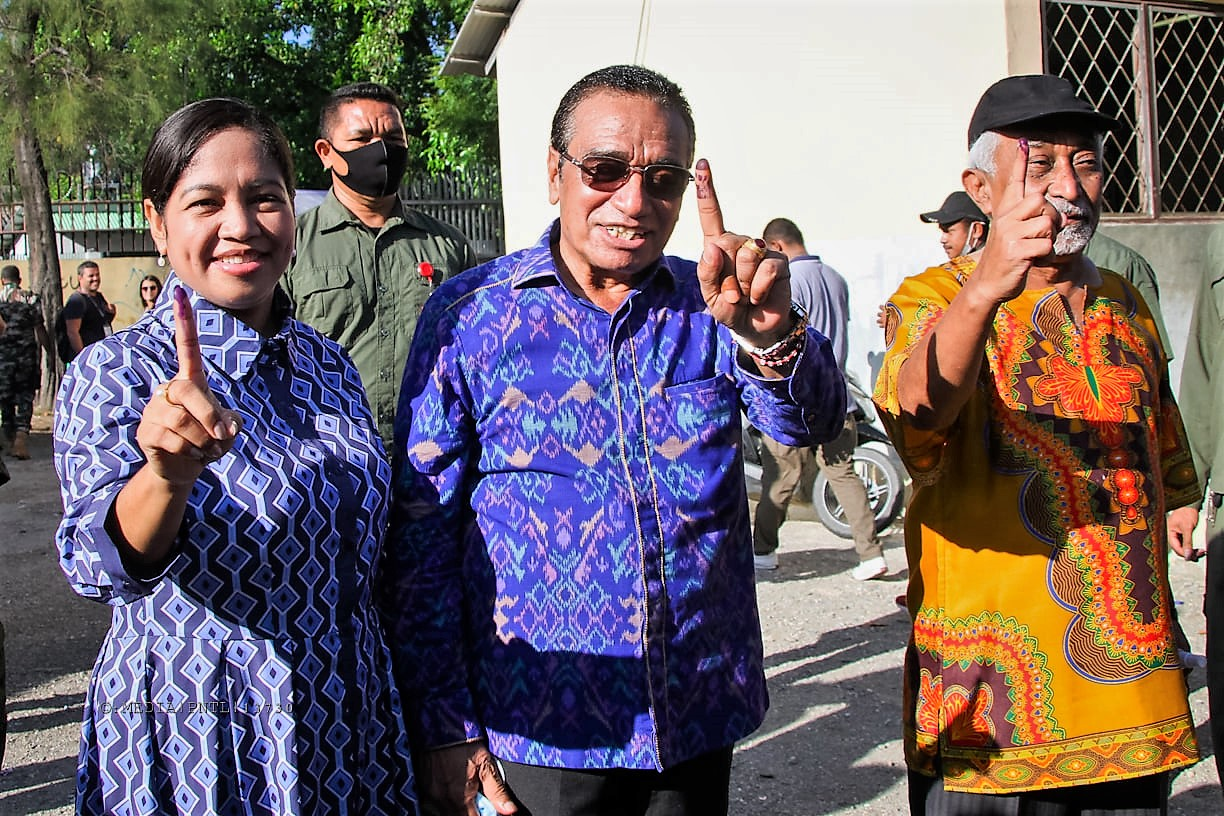
Cidália und Francisco Guterres und Marí Alkatiri am Wahltag

## Übersicht der Ergebnisse
| Endergebnis der ersten Runde 2022 | Endergebnis der ersten Runde 2022                   | Endergebnis der ersten Runde 2022                   | Endergebnis der ersten Runde 2022 | Endergebnis der ersten Runde 2022 | Endergebnis der ersten Runde 2022                                               | Provisorisches Endergebnis der zweiten Runde 2022                               | Provisorisches Endergebnis der zweiten Runde 2022                               | Provisorisches Endergebnis der zweiten Runde 2022 | Provisorisches Endergebnis der zweiten Runde 2022 | Provisorisches Endergebnis der zweiten Runde 2022 |
| |                                                     |                                                     |                                   |                                   |                                                                                 |                                                                                 |                                                                                 |                                                   |                                                   |                                                   |
| Nr. | Bild                                                | Kandidat (Partei)                                   | Stimmen                           | %                                 | Nr.                                                                             | Bild                                                                            | Kandidat (Partei)                                                               | Stimmen                                           | %                                                 |                                                   |
| 1 |                                                     | Isabel da Costa Ferreira                            | 4.219                             | 0,6                               | 1                                                                               |                                                                                 | José Ramos-Horta                                                                | 398.028                                           | 62,1                                              |                                                   |
| 2 |                                                     | Hermes da Rosa Correia Barros                       | 8.030                             | 1,2                               | 1                                                                               |                                                                                 | José Ramos-Horta                                                                | 398.028                                           | 62,1                                              |                                                   |
| 3 |                                                     | Angela Freitas                                      | 711                               | 0,1                               | 1                                                                               |                                                                                 | José Ramos-Horta                                                                | 398.028                                           | 62,1                                              |                                                   |
| 4 |                                                     | Rogério Lobato                                      | 2.058                             | 0,3                               | 1                                                                               |                                                                                 | José Ramos-Horta                                                                | 398.028                                           | 62,1                                              |                                                   |
| 5 |                                                     | Anacleto Bento Ferreira (PDRT)                      | 13.205                            | 2,0                               | 1                                                                               |                                                                                 | José Ramos-Horta                                                                | 398.028                                           | 62,1                                              |                                                   |
| 6 |                                                     | Francisco Lú-Olo Guterres (FRETILIN)                | 144.282                           | 22,1                              | 1                                                                               |                                                                                 | José Ramos-Horta                                                                | 398.028                                           | 62,1                                              |                                                   |
| 7 |                                                     | Milena Pires                                        | 5.430                             | 0,8                               | 1                                                                               |                                                                                 | José Ramos-Horta                                                                | 398.028                                           | 62,1                                              |                                                   |
| 8 |                                                     | Lere Anan Timur                                     | 49.314                            | 7,6                               | 1                                                                               |                                                                                 | José Ramos-Horta                                                                | 398.028                                           | 62,1                                              |                                                   |
| 9 |                                                     | Armanda Berta dos Santos (KHUNTO)                   | 56.690                            | 8,7                               | 2                                                                               |                                                                                 | Francisco Guterres                                                              | 242.939                                           | 37,9                                              |                                                   |
| 10 |                                                     | Antero Bendito da Silva                             | 1.562                             | 0,2                               | 2                                                                               |                                                                                 | Francisco Guterres                                                              | 242.939                                           | 37,9                                              |                                                   |
| 11 |                                                     | Constâncio Pinto                                    | 2.520                             | 0,4                               | 2                                                                               |                                                                                 | Francisco Guterres                                                              | 242.939                                           | 37,9                                              |                                                   |
| 12 |                                                     | Virgílio da Silva Guterres                          | 1.720                             | 0,3                               | 2                                                                               |                                                                                 | Francisco Guterres                                                              | 242.939                                           | 37,9                                              |                                                   |
| 13 |                                                     | Martinho Gusmão (PUDD)                              | 8.598                             | 1,3                               | 2                                                                               |                                                                                 | Francisco Guterres                                                              | 242.939                                           | 37,9                                              |                                                   |
| 14 |                                                     | José Ramos-Horta (CNRT)                             | 303.477                           | 46,6                              | 2                                                                               |                                                                                 | Francisco Guterres                                                              | 242.939                                           | 37,9                                              |                                                   |
| 15 |                                                     | Felizberto Araújo Duarte                            | 2.709                             | 0,4                               | 2                                                                               |                                                                                 | Francisco Guterres                                                              | 242.939                                           | 37,9                                              |                                                   |
| 16 |                                                     | Mariano Assanami Sabino Lopes (PD)                  | 47.334                            | 7,3                               | 2                                                                               |                                                                                 | Francisco Guterres                                                              | 242.939                                           | 37,9                                              |                                                   |
| * Mit „nulos“ werden Stimmzettel gewertet, bei denen die Wahl nicht eindeutig ist, z. B. bei Lochungen bei zwei Parteien oder außerhalb der Kästchen, so dass eine Zuordnung nicht möglich ist. |                                                     |                                                     |                                   |                                   |                                                                                 |                                                                                 |                                                                                 |                                                   |                                                   |                                                   |
| gültige Stimmen | gültige Stimmen                                     | gültige Stimmen                                     | 651.859                           | 98,16                             | gültige Stimmen                                                                 | gültige Stimmen                                                                 | gültige Stimmen                                                                 | 640.967                                           | 99,16                                             |                                                   |
| ungültige Stimmen (nulos)* | ungültige Stimmen (nulos)*                          | ungültige Stimmen (nulos)*                          | 8.386                             | 1,26                              | ungültige Stimmen (nulos)*                                                      | ungültige Stimmen (nulos)*                                                      | ungültige Stimmen (nulos)*                                                      | 3.734                                             | 0,58                                              |                                                   |
| leere Stimmzettel (mamuk, branku) | leere Stimmzettel (mamuk, branku)                   | leere Stimmzettel (mamuk, branku)                   | 3.743                             | 0,56                              | leere Stimmzettel (mamuk, branku)                                               | leere Stimmzettel (mamuk, branku)                                               | leere Stimmzettel (mamuk, branku)                                               | 1.643                                             | 0,25                                              |                                                   |
| zurückgewiesene Stimmzettel (rejeitados, rezeitadu) | zurückgewiesene Stimmzettel (rejeitados, rezeitadu) | zurückgewiesene Stimmzettel (rejeitados, rezeitadu) | 65                                | 0,01                              | zurückgewiesene und verworfene Stimmzettel (rejeitados, rezeitadu, abandonados) | zurückgewiesene und verworfene Stimmzettel (rejeitados, rezeitadu, abandonados) | zurückgewiesene und verworfene Stimmzettel (rejeitados, rezeitadu, abandonados) | 45                                                | 0,01                                              |                                                   |
| Gesamt (Wahlbeteiligung: 77,26 %) | Gesamt (Wahlbeteiligung: 77,26 %)                   | Gesamt (Wahlbeteiligung: 77,26 %)                   | 664.106                           | 100,00                            | Gesamt (Wahlbeteiligung: 75,17 %)                                               | Gesamt (Wahlbeteiligung: 75,17 %)                                               | Gesamt (Wahlbeteiligung: 75,17 %)                                               | 646.389                                           | 100,00                                            |                                                   |